# 天晉

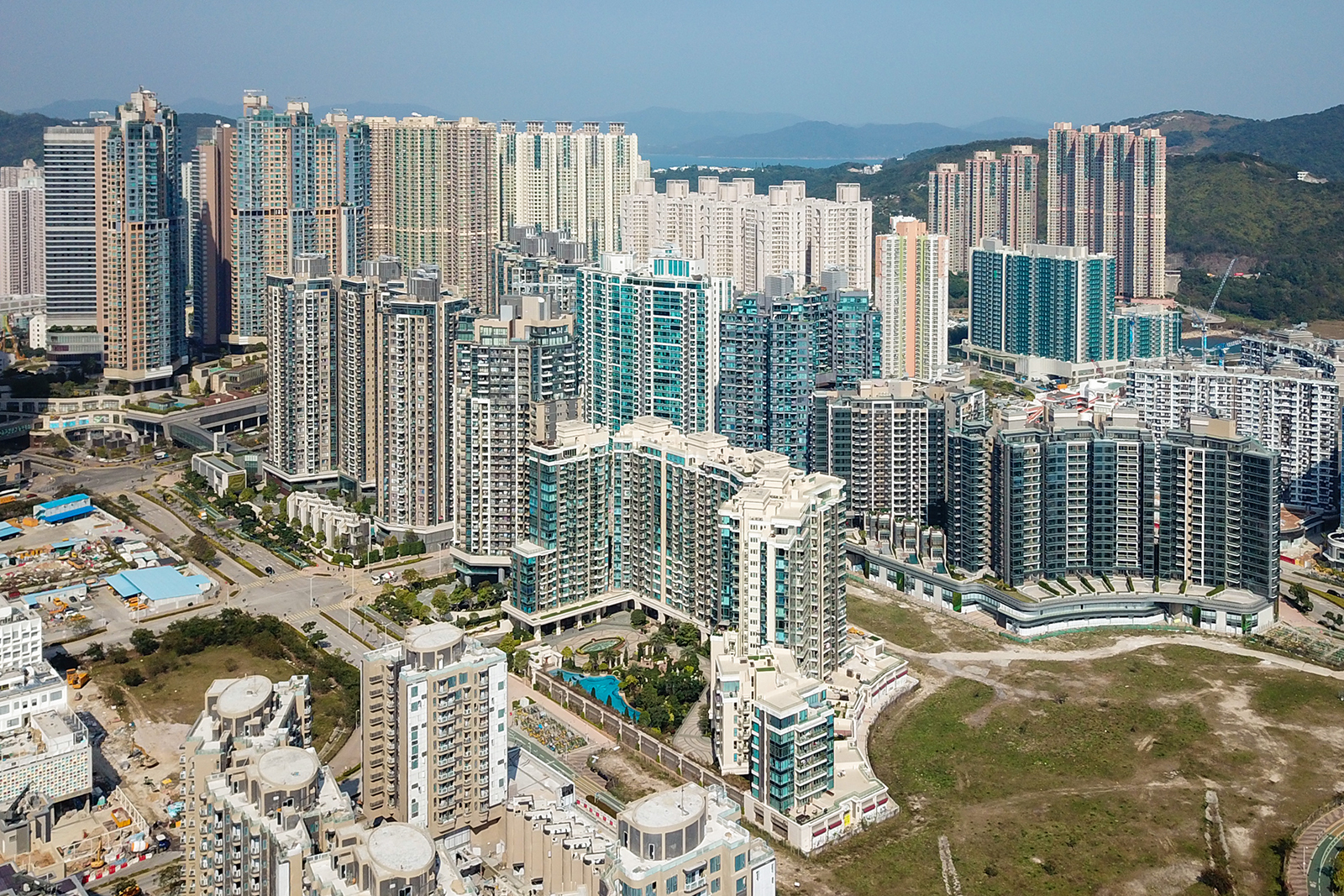
天晉全貌

天晉（英語：The Wings）位於香港新界西貢區將軍澳市中心，是港鐵將軍澳站上蓋綜合發展項目中的住宅部分。該綜合發展項目還包括香港九龍東智選假日酒店、星峰薈豪華精品套房酒店、香港九龍東皇冠假日酒店、大型商場PopCorn及商業樓面PopOffice。第一期發展商為港鐵公司及新鴻基地產，其後期數由後者獨立發展。

## 地段資料
天晉位於港鐵將軍澳站上蓋綜合發展項目位於將軍澳56區地段72號，於2007年2月由新鴻基地產投得，地盤面積為3萬9990平方米（約46萬平方呎），可建樓面面積約180萬平方呎，天晉佔其中約86.1萬平方呎的住宅樓面面積。根據地政總署記錄，發展商於2007年5月18日所繳交的地價總額為33億4523萬元，故地段年期為該日（2007年5月18日）起計的50年，另每年差餉為估值的3%。整項綜合發展項目的平均呎價約1900元。
天晉2期於2010年2月以33.7億港元投得。平分天晉，平均呎價約3200元。
天晉3A期於2011年9月以31.2億投得，為全港最後三幅以拍賣方式批出的土地之一。平均呎價約3900元。
天晉3B期於2012年5月以10.33億投得。平均呎價約4000元。
海天晉於2012年11月以25.45億投得。平均呎價約4500元。

## 天晉
天晉（英語：The Wings）由6座住宅樓宇組成，位於唐賢街9號，分別為樓高38層的第1座「天鑽海」及第8座「皇鑽海」、樓高40層的第2座「彗鑽海」及第7座「星鑽海」，和樓高41層的第3座「月鑽海」及第6座「日鑽海」，共提供1,028個住宅單位，分為標準單位及特色單位。標準單位提供兩房至四房等七種間隔，建築面積由692至1,668平方呎。特色單位包括花園單位、空中花園及頂層特色單位三種，建築面積由665至2,560平方呎，由香港王董建築師事務設計，已於2012年12月入伙。
| 樓宇名稱（座號） | 樓宇層數 | 落成年份   |
| ---------------- | -------- | ---------- |
| 天鑽海（第1座）  | 38-41    | 2012年12月 |
| 彗鑽海（第2座）  | 38-41    | 2012年12月 |
| 月鑽海（第3座）  | 38-41    | 2012年12月 |
| 日鑽海（第6座）  | 38-41    | 2012年12月 |
| 星鑽海（第7座）  | 38-41    | 2012年12月 |
| 皇鑽海（第8座）  | 38-41    | 2012年12月 |

### 單位間隔
標準單位包括兩房、三房、三房（包括一套房）、四房（包括一套房及多用途房另工作間連廁）、頂級四房（四房包括一套房另工作間連廁）、天晉大宅（四房包括兩套房另工作間連廁）及天晉至尊（四房包括兩套房另工作間連廁）七種，建築面積由692至1,668平方呎。特色單位包括花園單位、空中花園及頂層特色單位三種，建築面積由665至2,560平方呎。天晉的單位分佈如下：
| 單位間隔                                 | 建築面積（平方呎） | 實用面積（平方呎） | 單位數目 | 單位數目(%) |
| ---------------------------------------- | ------------------ | ------------------ | -------- | ----------- |
| 兩房                                     | 692 ~ 697          | 534 ~ 540          | 414      | 40.27       |
| 三房                                     | 807                | 617                | 66       | 6.42        |
| 三房（包括一套房）                       | 918 ~ 922          | 709 ~ 728          | 112      | 10.90       |
| 四房（包括一套房及多用途房另工作間連廁） | 1,110 ~ 1,157      | 862 ~ 896          | 316      | 30.74       |
| 頂級四房（包括一套房另工作間連廁）       | 1,244              | 972                | 22       | 2.14        |
| 天晉大宅（四房包括兩套房另工作間連廁）   | 1,415 ~ 1,433      | 1,107 ~ 1,122      | 26       | 2.53        |
| 天晉至尊（四房包括兩套房另工作間連廁）   | 1,668              | 1,305              | 22       | 2.14        |
| 花園單位                                 | 665 ~ 1,098        | 522 ~ 849          | 26       | 2.53        |
| 空中花園                                 | 1,244 ~ 1,415      | 972 ~ 1,107        | 4        | 0.39        |
| 空中花園（空中花園至尊）                 | 1,668              | 1,319              | 2        | 0.19        |
| 頂層特色單位                             | 1,496 ~ 2,276      | 1,177 ~ 1,821      | 14       | 1.36        |
| 頂層特色單位（天鑽泳池屋）               | 2,455 ~ 2,560      | 1,964 ~ 2,048      | 4        | 0.39        |
| 總計                                     | 總計               | 總計               | 1028     | 100.00      |

### 會所

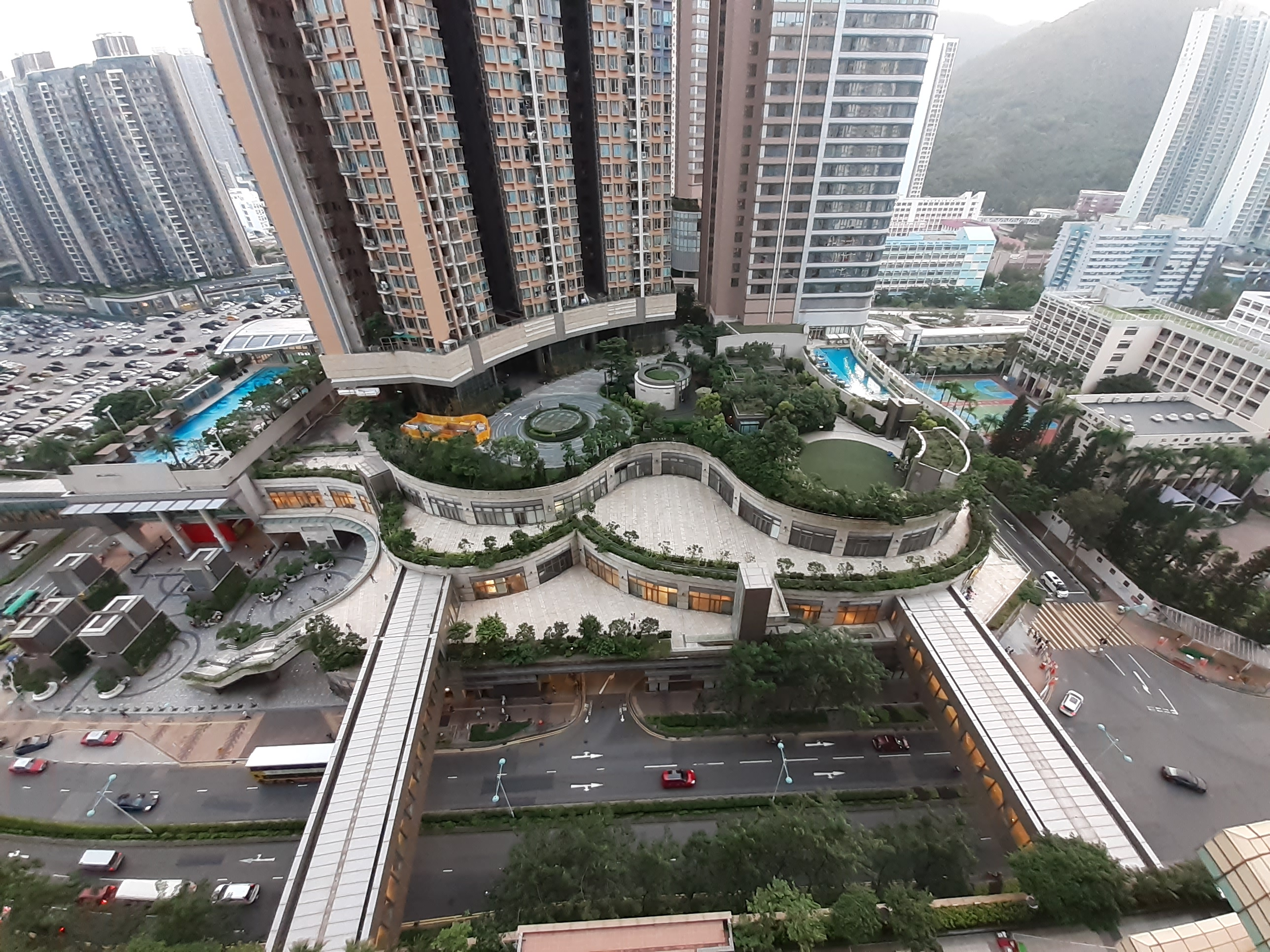
從君傲灣望向PopCorn商場和天晉平台

天晉會所命為Club Axis，由呂元祥建築師事務所設計。會所室內部份連戶外空間佔地共30萬平方呎，樓高2層，耗資$3億打造。Club Axis除擁有基本的會所設施如兒童樂園、健身室、保齡球場、乒乓球室、多用途運動場及燒烤場外，更提供區內首設的2間董事獨立屋，其中海鑽董事屋附私人泳池，方便住戶舉行池畔派對。另外，天晉的戶外泳池長50米，規模可算在區內數一數二。此外，圖書室書博庭園，採用戶外中庭的設計，引進自然光，締造舒適閱讀環境。

### 酒店

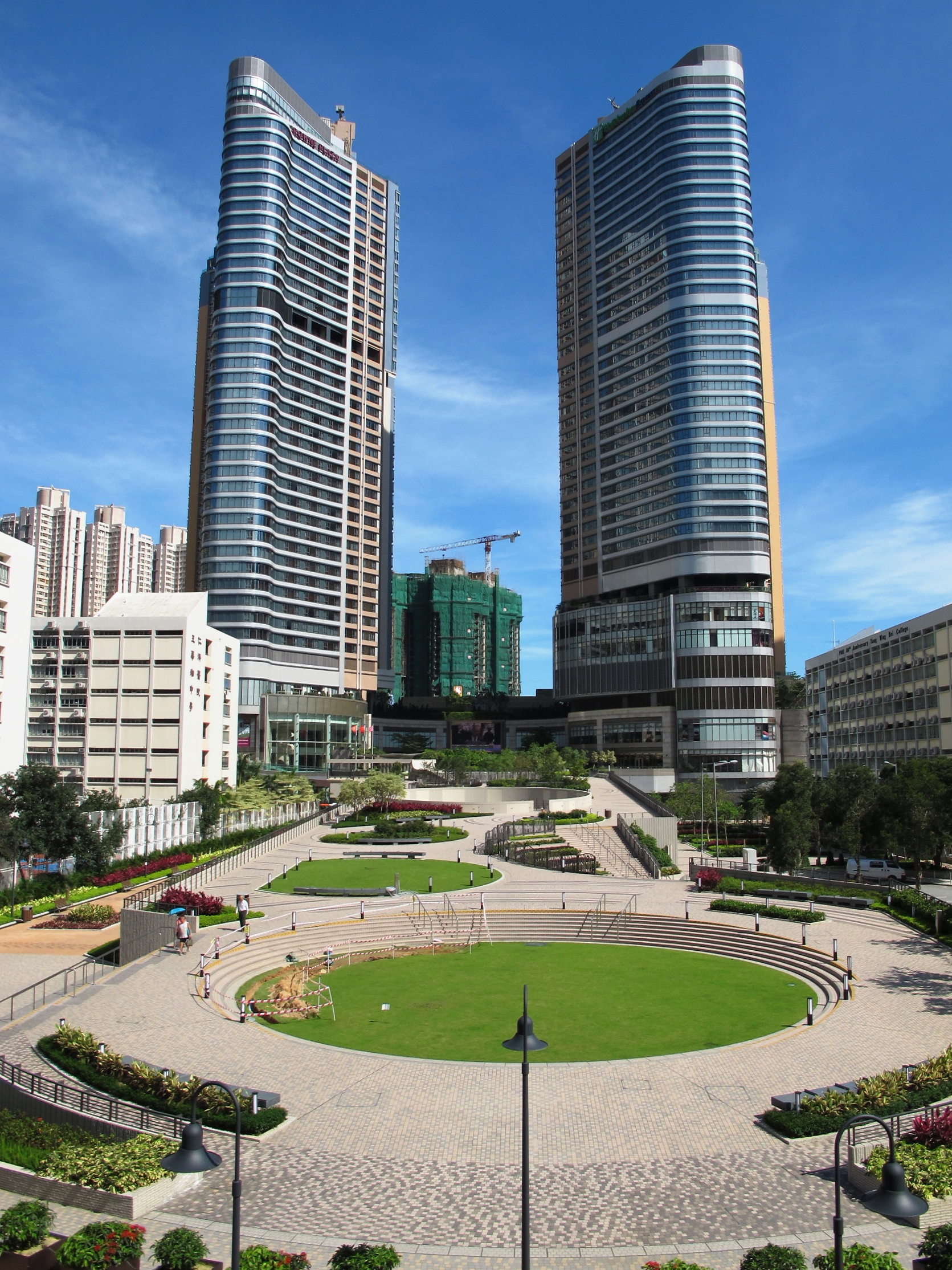
天晉附設兩幢洲際酒店集團旗下的酒店，分別命名為香港九龍東皇冠假日酒店及香港九龍東智選假日酒店

兩所酒店分別為香港九龍東皇冠假日酒店（Crowne Plaza, Hong Kong, Kowloon East）及三星級香港九龍東智選假日酒店（Holiday Inn Express Hong Kong, Kowloon East），酒店分別提供355間客套房及300間純客房，其中皇冠假日酒店提供套房及總統套房。皇冠假日酒店將於2012年9月28日開幕；智選假日酒店則於10月26日開幕。。

### 服務式住宅
位於香港九龍東智選假日酒店大樓頂層28至41樓，命名為「星峰薈」（Vega Suites），共提供176間豪華套房，面積372至1,560平方呎，特設由開放式至三房多款不同間隔的型格套房。

### 商場
商場命名為PopCorn，位於地下及1樓，佔地20萬平方呎，部份範圍採用街舖設計，場內走高檔格調，設超過100間零售商店、食肆及設6個銀幕的The Star Cinema戲院。於2012年7月7日開幕，設計參照同樣為港鐵物業的九龍站大型高級商場「圓方」，服務對象為新界東區內年輕中產及旅客，亦吸引港島及東九龍居民，28分鐘即可到達中區及上環。

### 商業樓面
位於2樓、6樓及7樓，原為甲級寫字樓。唯地點上偏離核心商業區故難以租出，部份樓層現改為作食肆。當中位於6樓的彩雲軒粵菜於2013年1月28日開業。到2014年初，升降機及升降機大堂完工，現時租戶為Bossini。

### 公共休憩空間
該公共休憩空間應批地條件由發展商港鐵及新鴻基地產興建，佔地64,000平方呎，長192米，由商場1樓入口廣場延伸至唐明街近尚德邨位置。命名為唐明街公園，於2013年3月22日開放予公眾，是康樂及文化事務署資產。

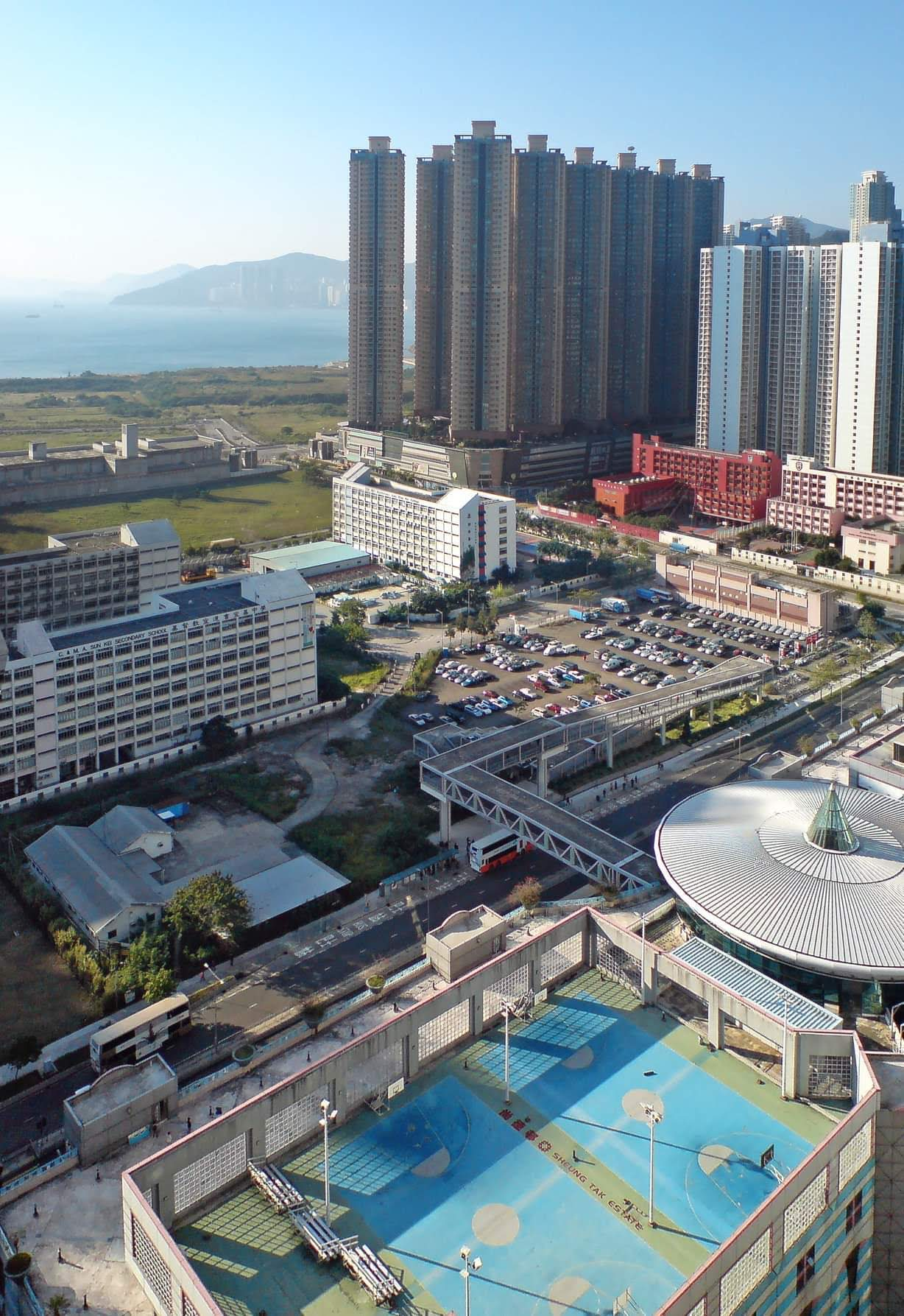
2006年的將軍澳港鐵站和附近一帶的空地
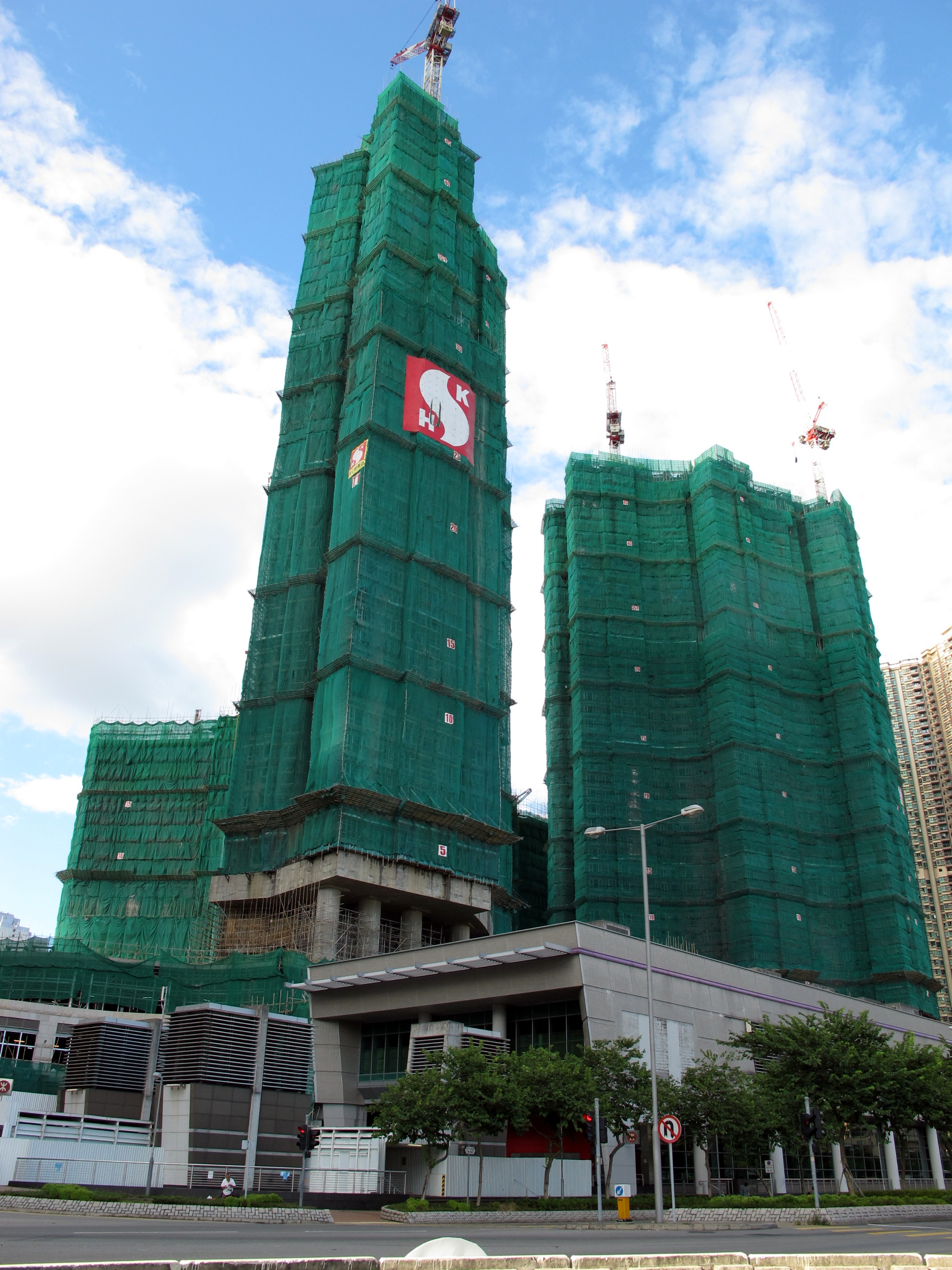
興建中的天晉（2010年9月）
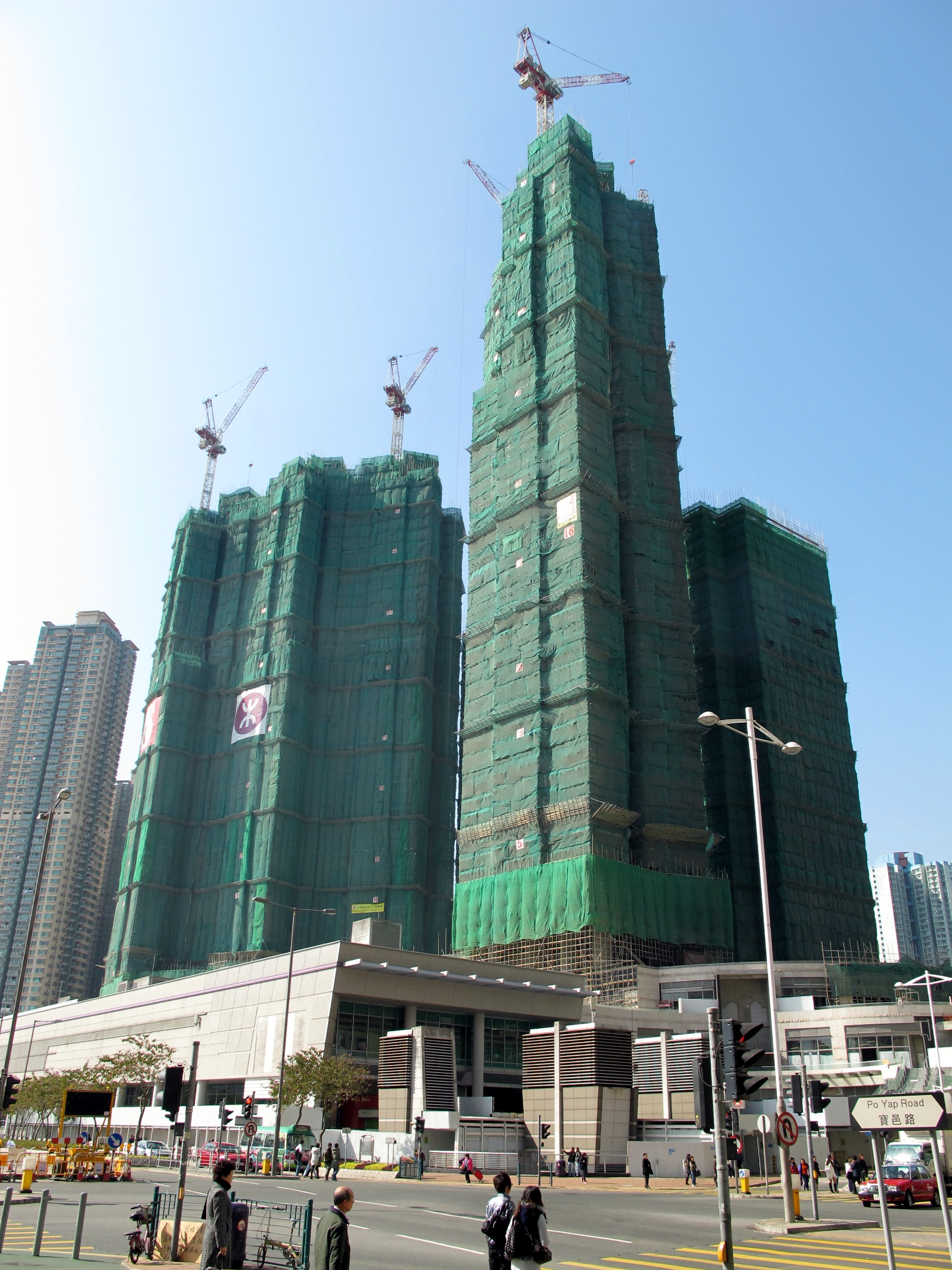
興建中的天晉（2011年12月）
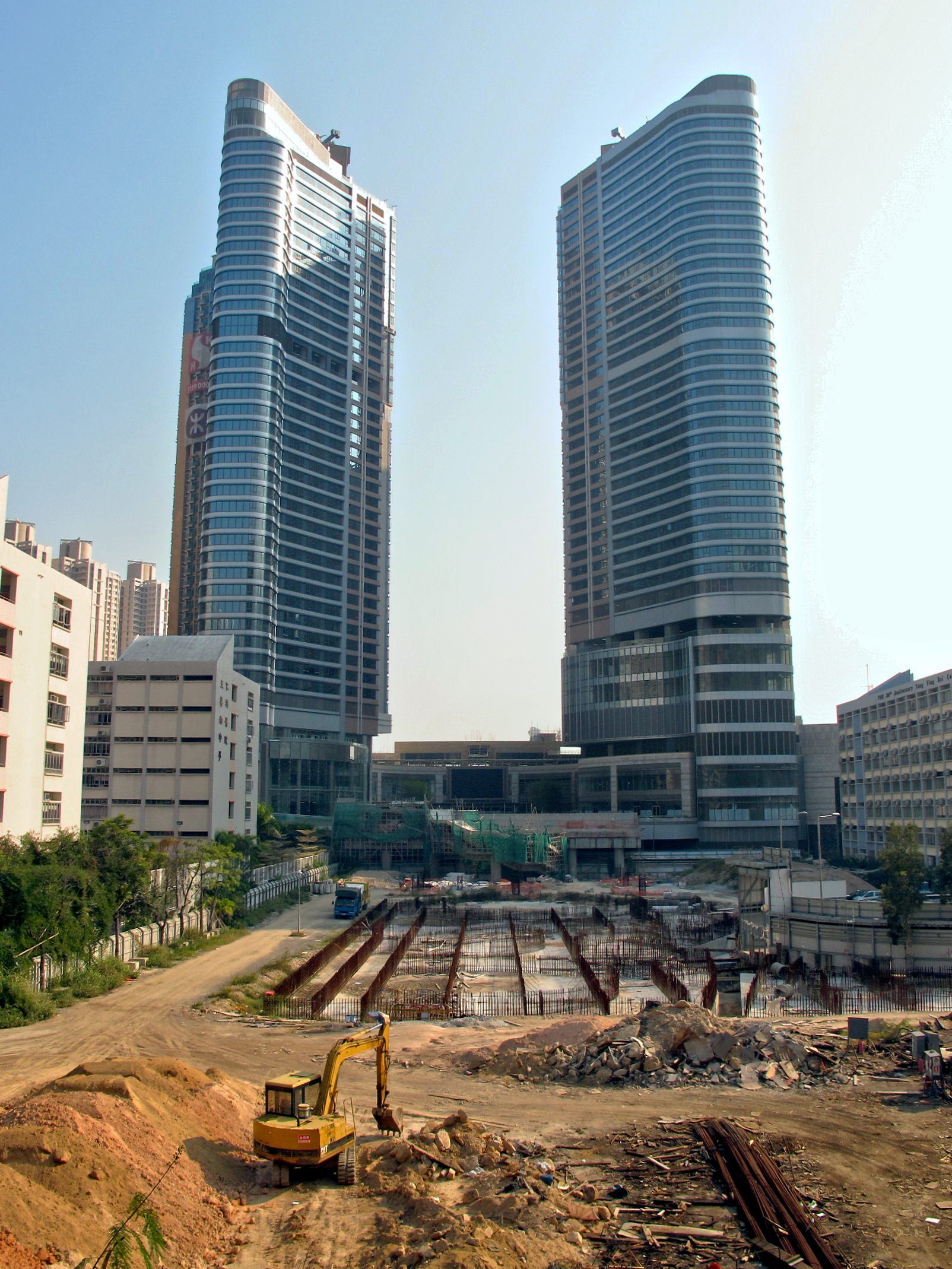
興建中的洲際酒店集團旗下的酒店，分別命名為香港九龍東皇冠假日酒店及香港九龍東智選假日酒店（2011年12月）
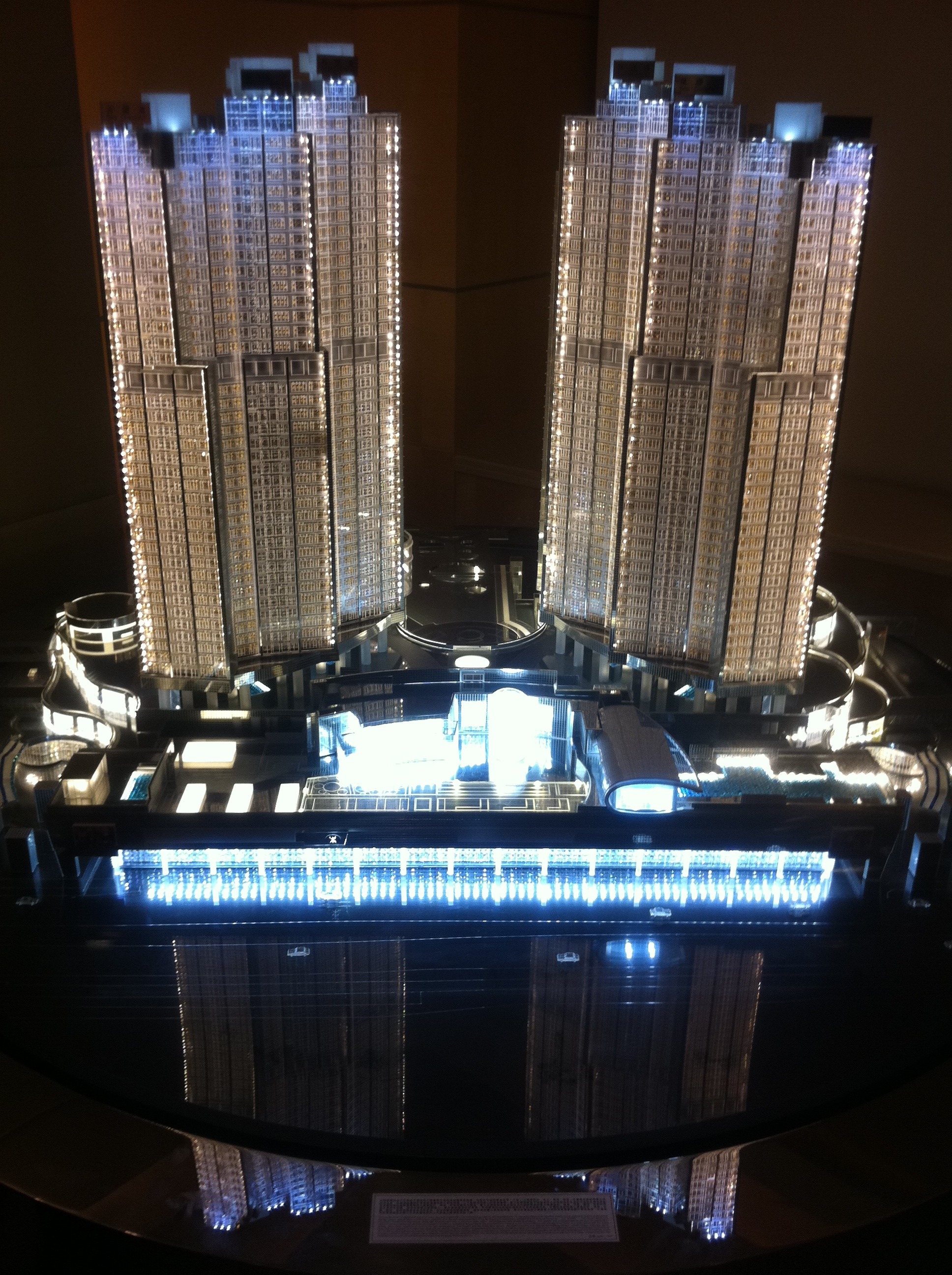
建築物模型
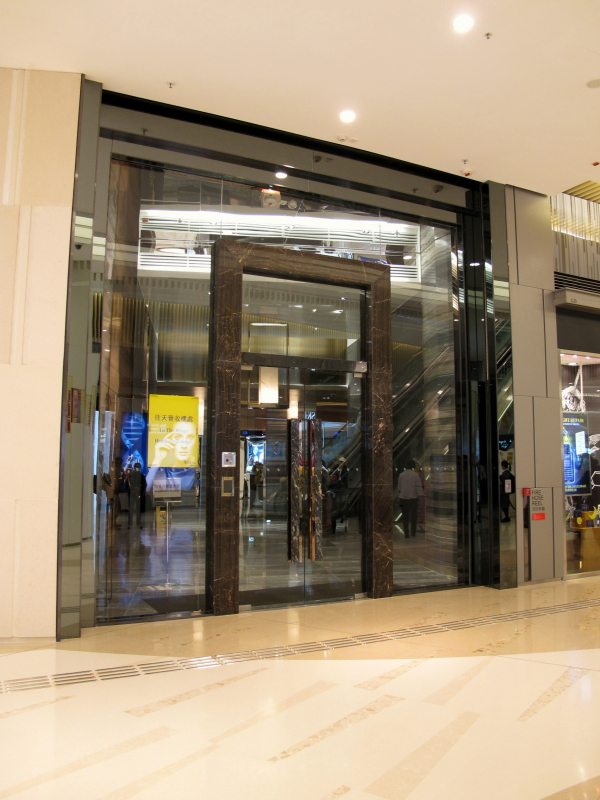
住宅入口大堂
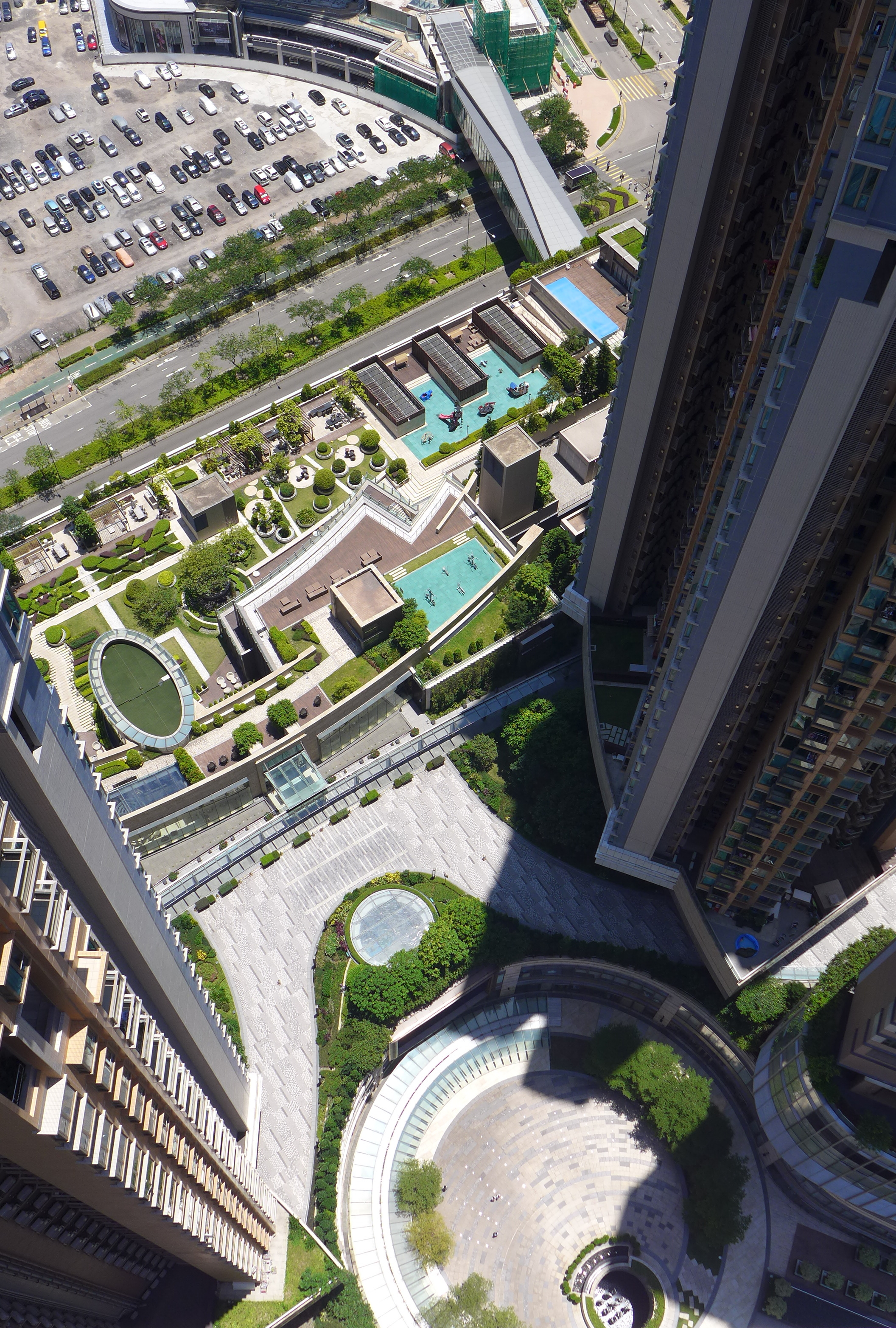
天晉住宅平台，下方為PopCorn演薈廣場
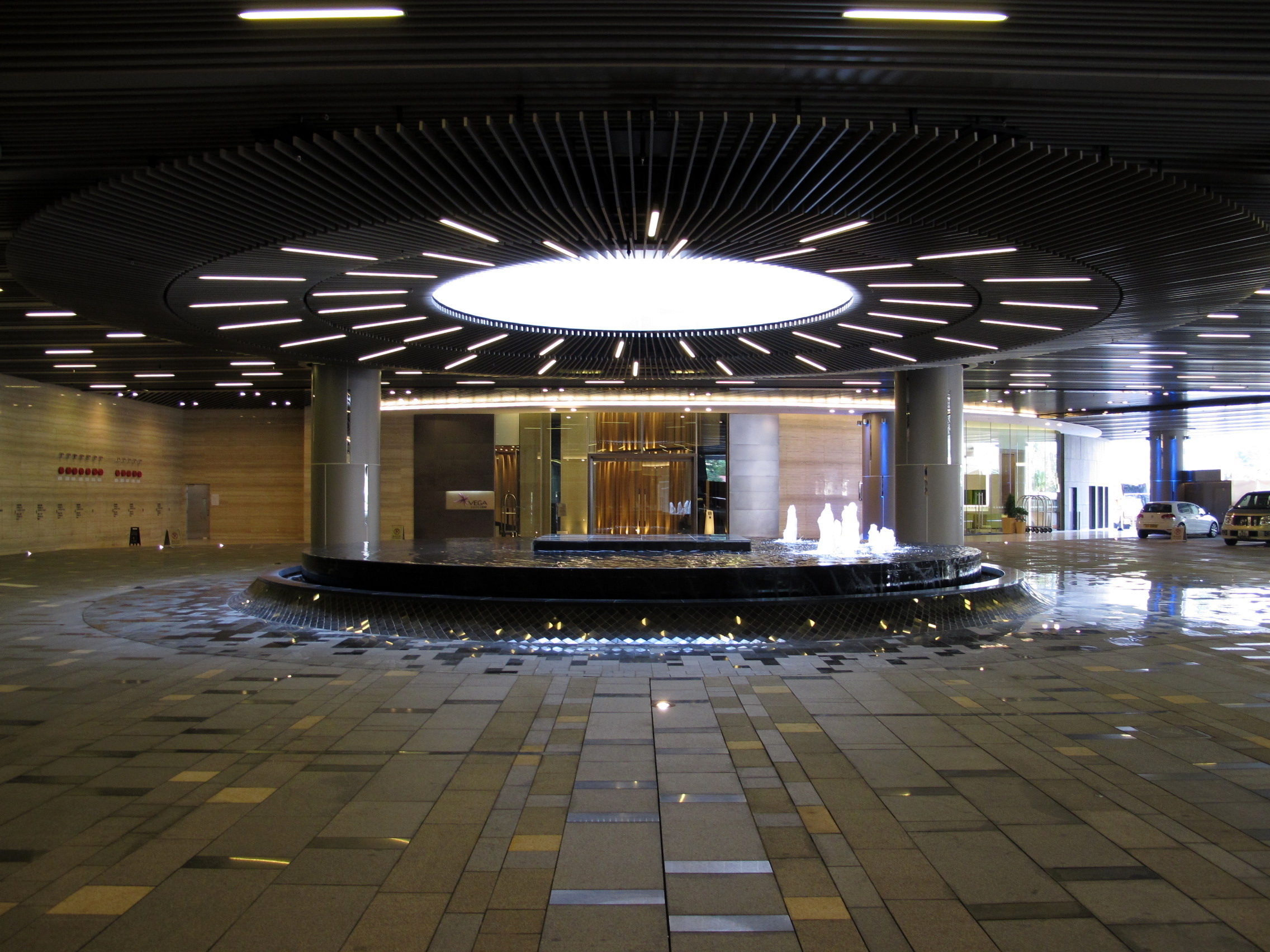
天晉綜合發展項目地下設酒店泊車處
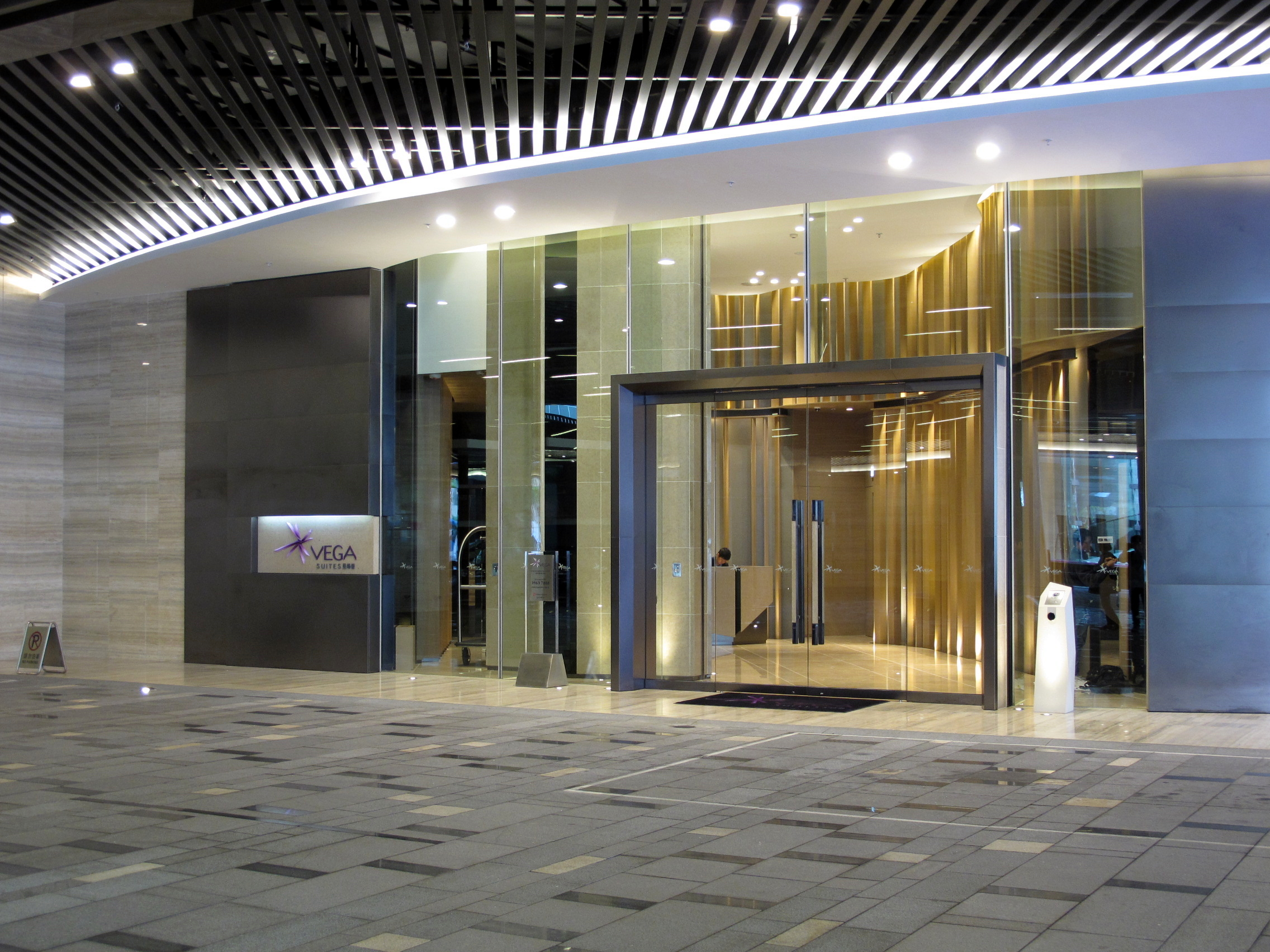
服務式住宅「星峰薈」地下大堂
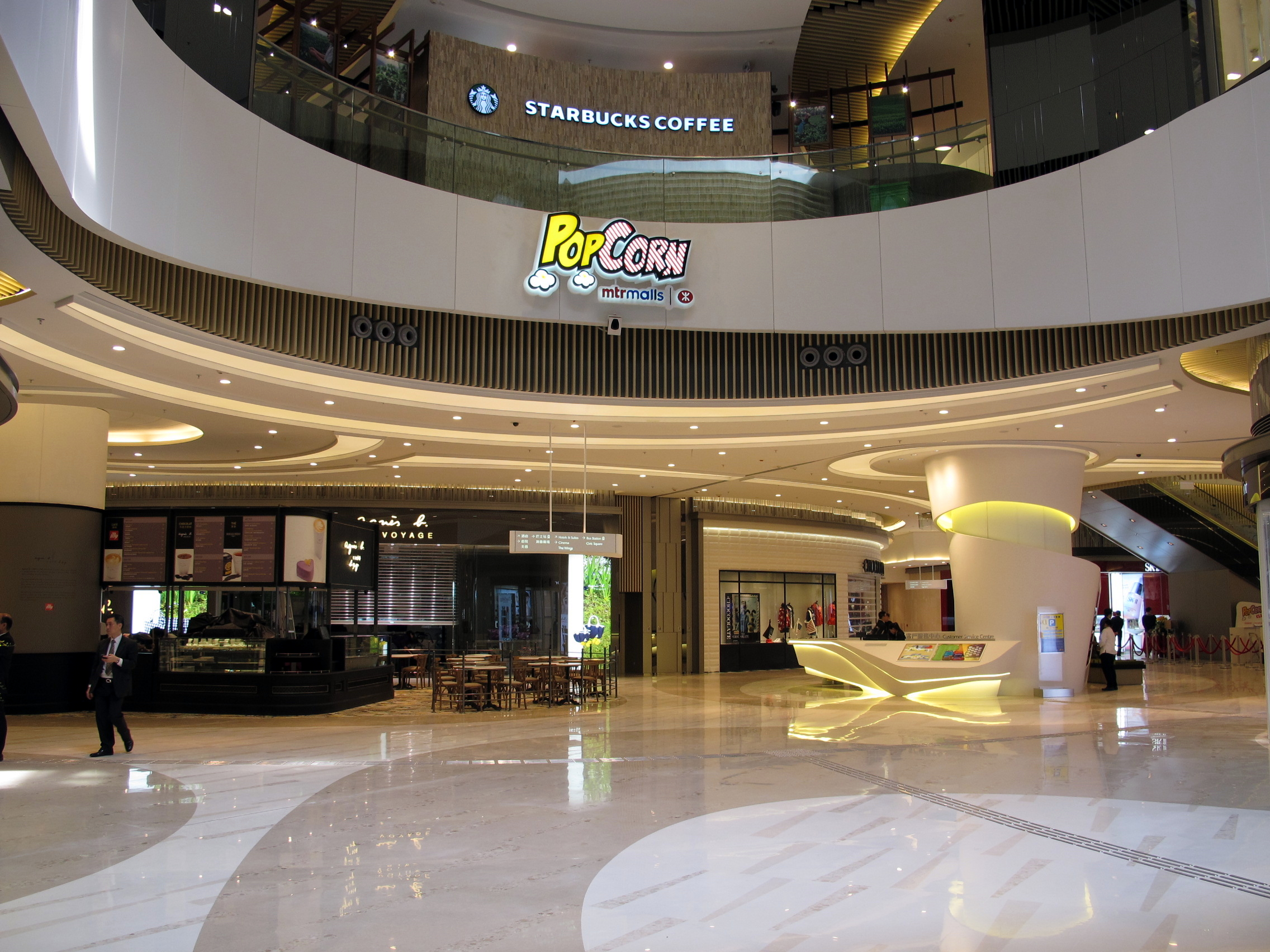
PopCorn商場

### 規劃
項目由兩組門廊式建築組成，合共有6幢住宅。包括第1座天鑽海、第2座彗鑽海、第3座月鑽海、第6座日鑽海、第7座星鑽海及第8座皇鑽海，天晉後面是兩幢酒店。其餘範圍包括一所豪華套房、甲級商業樓面、品味設計之購物商場及休憩空間。

## 天晉II

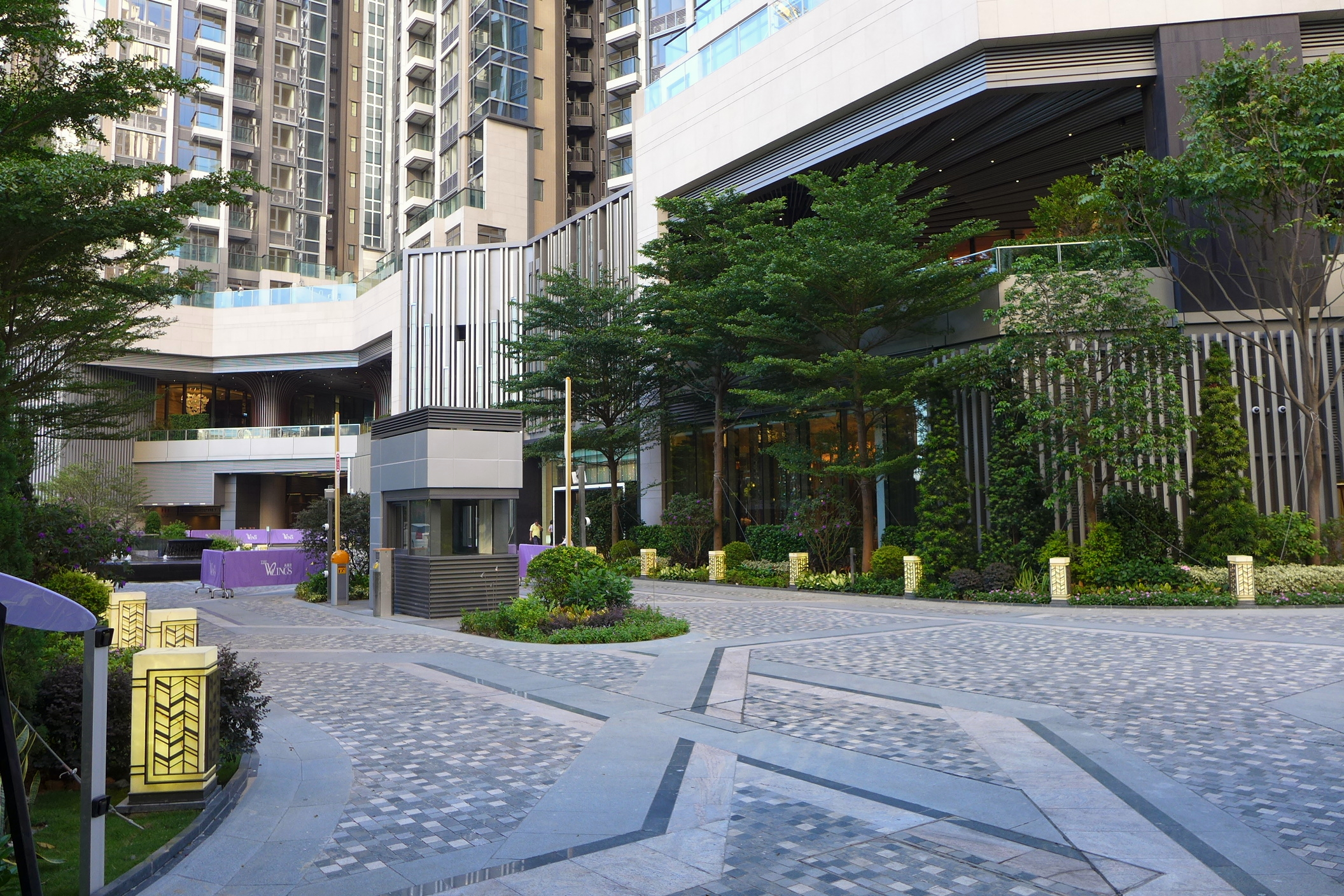
地下園林

天晉II（英語：The Wings II）由4座住宅樓宇組成，位於唐俊街12號，每幢再分為A、B座，分別為樓高28層的第1座「日鑽天」、第2座「月鑽天」、第3座「星鑽天」及第5座「皇鑽天」，合共提供784個單位。項目由香港巴馬丹拿設計。完工日期為2014年9月，管理費實用每呎3.4至3.5元。
| 樓宇名稱（座號） | 樓宇層數 | 落成年份  |
| ---------------- | -------- | --------- |
| 日鑽天（第1座）  | 28       | 2014年9月 |
| 月鑽天（第2座）  | 28       | 2014年9月 |
| 星鑽天（第3座）  | 28       | 2014年9月 |
| 皇鑽天（第5座）  | 28       | 2014年9月 |

地下及3樓為住客會所，名為Club Apus，入口採用大量大型水晶裝置。設施包括室內外泳池、按摩池、「極光之宴」宴會廳、兒童遊樂室、麻雀玩樂室、健身室、美容室、休閒雅座等。當中室外泳池「鑽映池」長達42米，更是區內罕有的設施。住宅設有行人天橋連接PopCorn商場。

### 商場
商場命名為PopWalk，位於地下及1樓，佔地6.6萬平方呎，商場於2016年8月28日開幕。場內共有38個商舖，包括酒樓，並預留1.8萬方呎樓面予fusion by PARKNSHOP超級市場，預期每年租金收益約3,000萬元至3,300萬元。

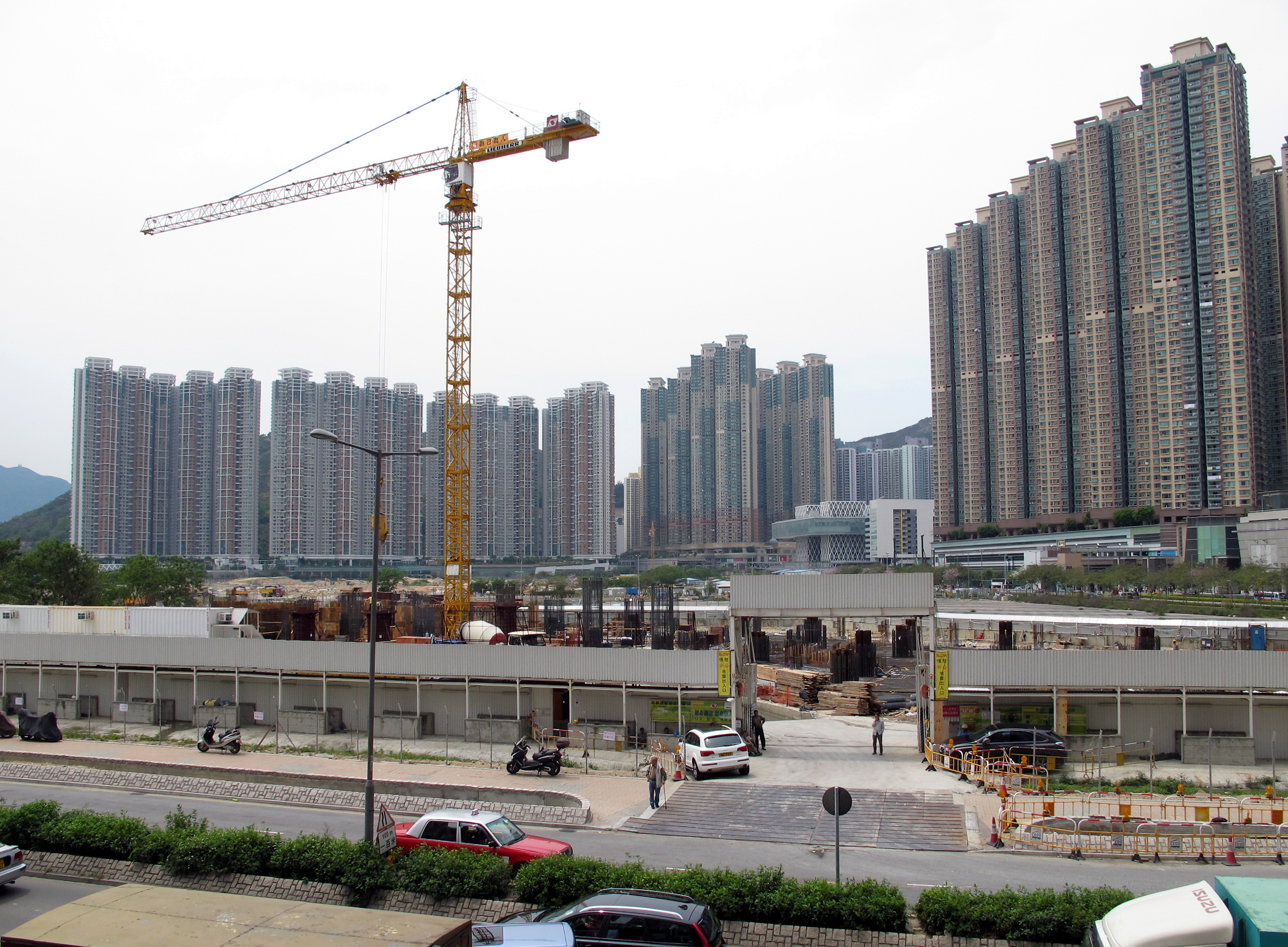
興建中的天晉II (2012年3月)
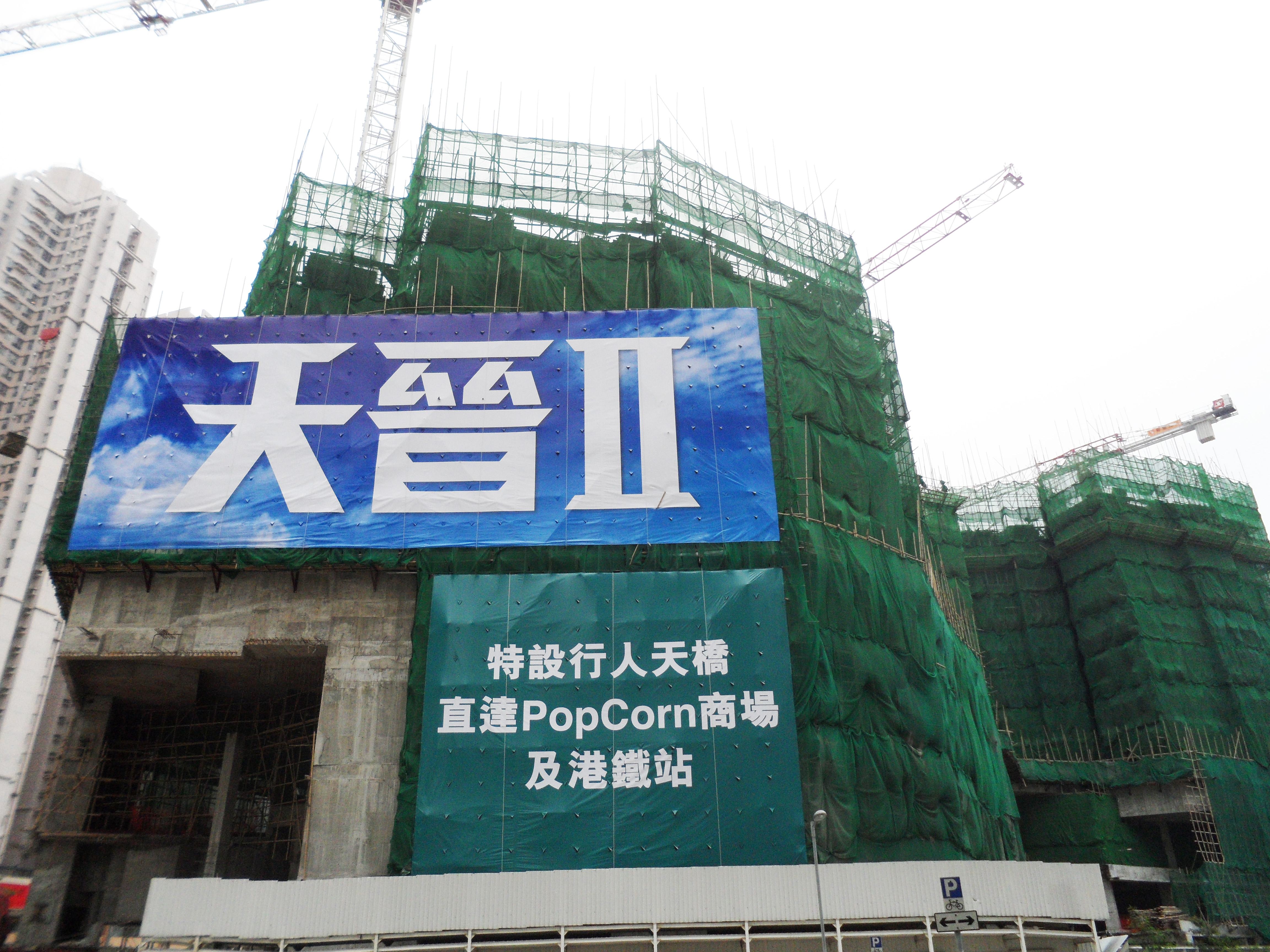
興建中的天晉II (2012年11月)
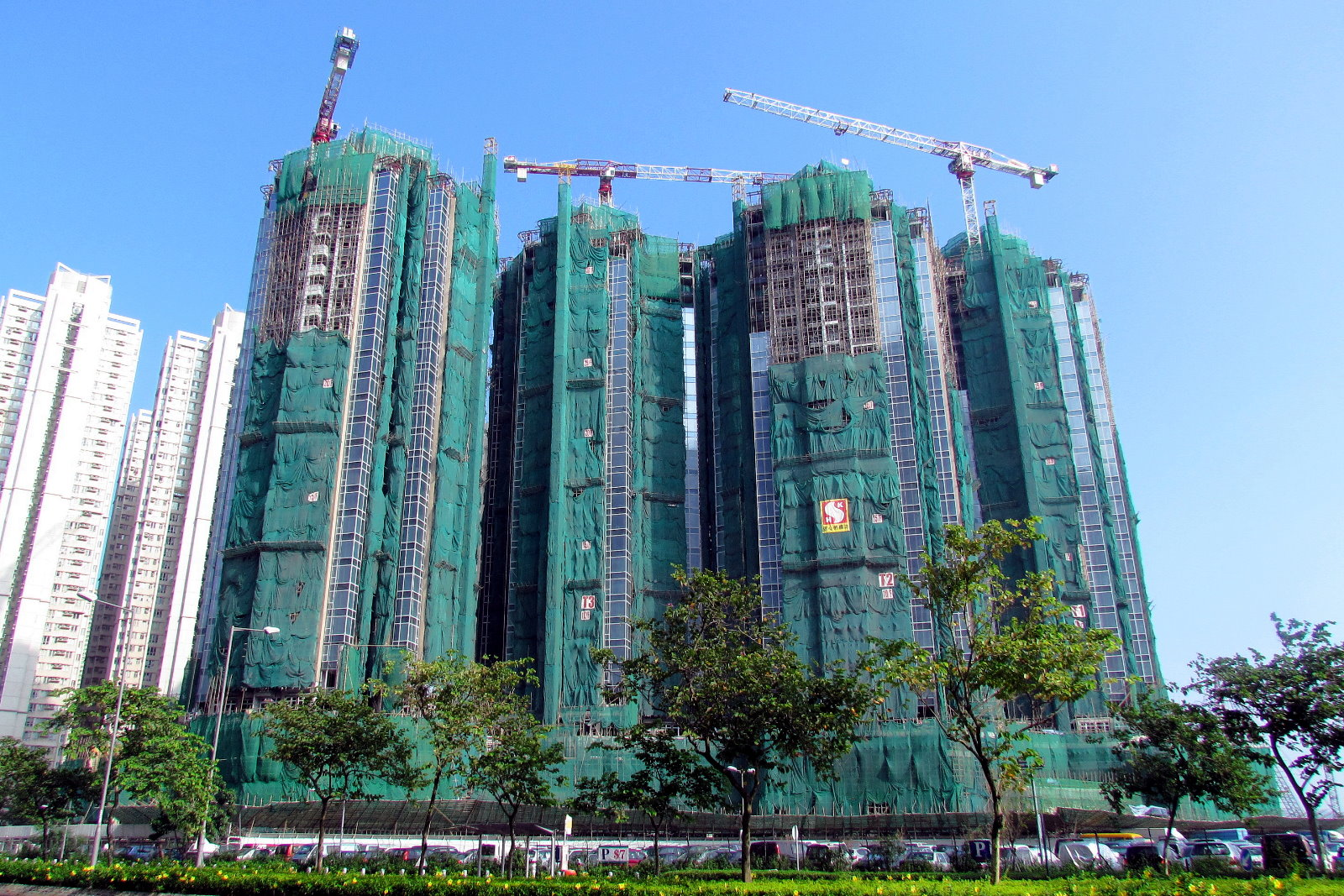
興建中的天晉II (2013年9月)
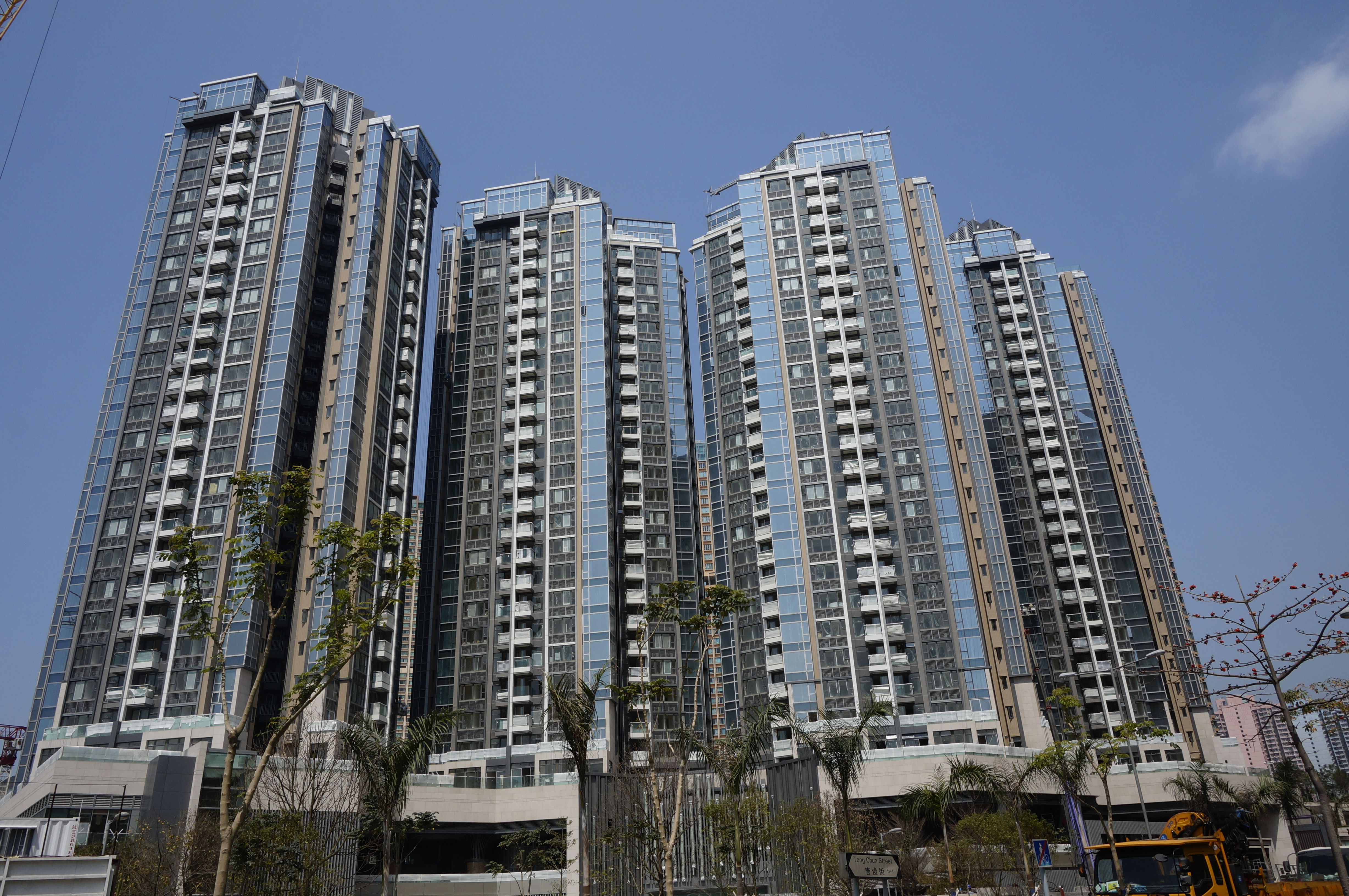
天晉II（2014年3月）
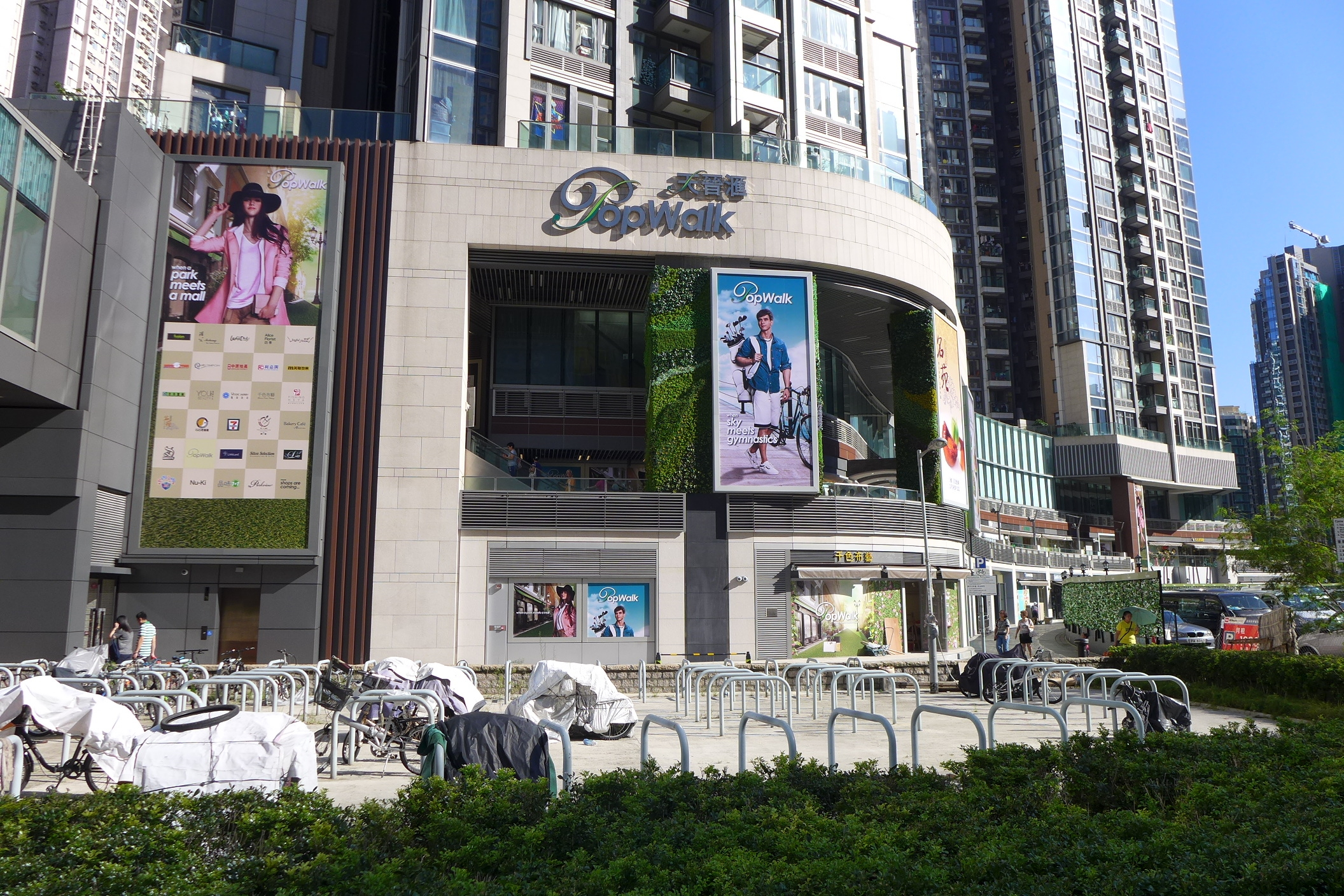
PopWalk商場

## 天晉IIIA

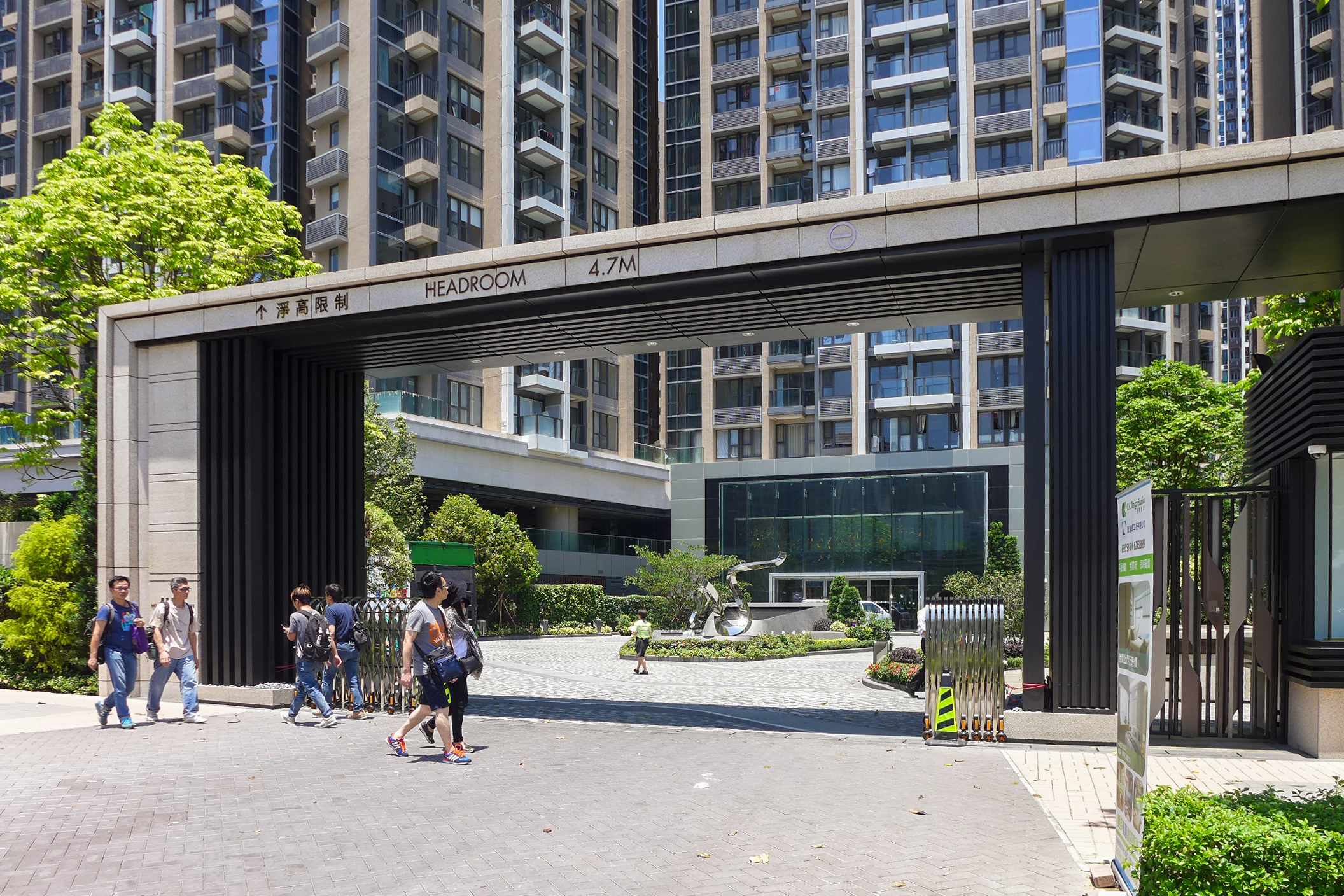
天晉IIIA車道入口

天晉IIIA（英語：The Wings IIIA），位於唐賢街19號，由4座樓高30層住宅樓宇及5座樓高3層洋房樓宇組成，提供960伙單位，以中、小型單位為主；主打3房戶，當中1房至3房佔全盤單位約三分之二，其餘為4房及特色戶；全盤最細單位實用面積約334平方呎。項目於2014年8月尾推售。項目由香港巴馬丹拿集團設計，完工日期為2017年1月。住宅設有行人天橋連接PopCorn商場。
| 樓宇名稱（座號） | 樓宇層數 | 落成年份  |
| ---------------- | -------- | --------- |
| 第1座            | 30       | 2017年1月 |
| 第2座            | 30       | 2017年1月 |
| 第3座            | 30       | 2017年1月 |
| 第5座            | 30       | 2017年1月 |

| 樓宇名稱（座號） | 樓宇層數 | 落成年份   |
| ---------------- | -------- | ---------- |
| 屋號H1           | 3        | 2016年12月 |
| 屋號H2           | 3        | 2016年12月 |
| 屋號H3           | 3        | 2016年12月 |
| 屋號H5           | 3        | 2016年12月 |
| 屋號H6           | 3        | 2016年12月 |

天晉第三期會所名為Club Aura，分別位於地庫1樓至地下，連同供住客使用的公用花園及遊樂地方總面積合共超過約93,000平方呎。設施包括下沉式花園「花漾銀映」、總長約達30米室外泳池「澄映池」、室內泳池「燐映池」、健身室、乒乓球室、閱讀室、兒童遊樂室、休閒雅座等。

### 事件
2018年12月4日，衞生防護中心公佈天晉IIIA有3名住客或訪客爆發退伍軍人症，其中2名男住客於將軍澳醫院留醫，情況危殆。中心認為屋苑主入口噴水池和2和3座間的瀑布，可能是感染源頭。事後管理公司已即時暫停屋苑噴水池或其他水境運作。香港物業管理聯會會長賴志文指現時水務署只有指引硬性規定食水水箱及沖廁水箱，但噴水池、和公園內的水境一直未有任何規管。認為政府相關部門應制定清洗指引，規定每月抽驗噴水池樣本，以確保市民健康。

### 商場
商場命名為PopWalk 2。

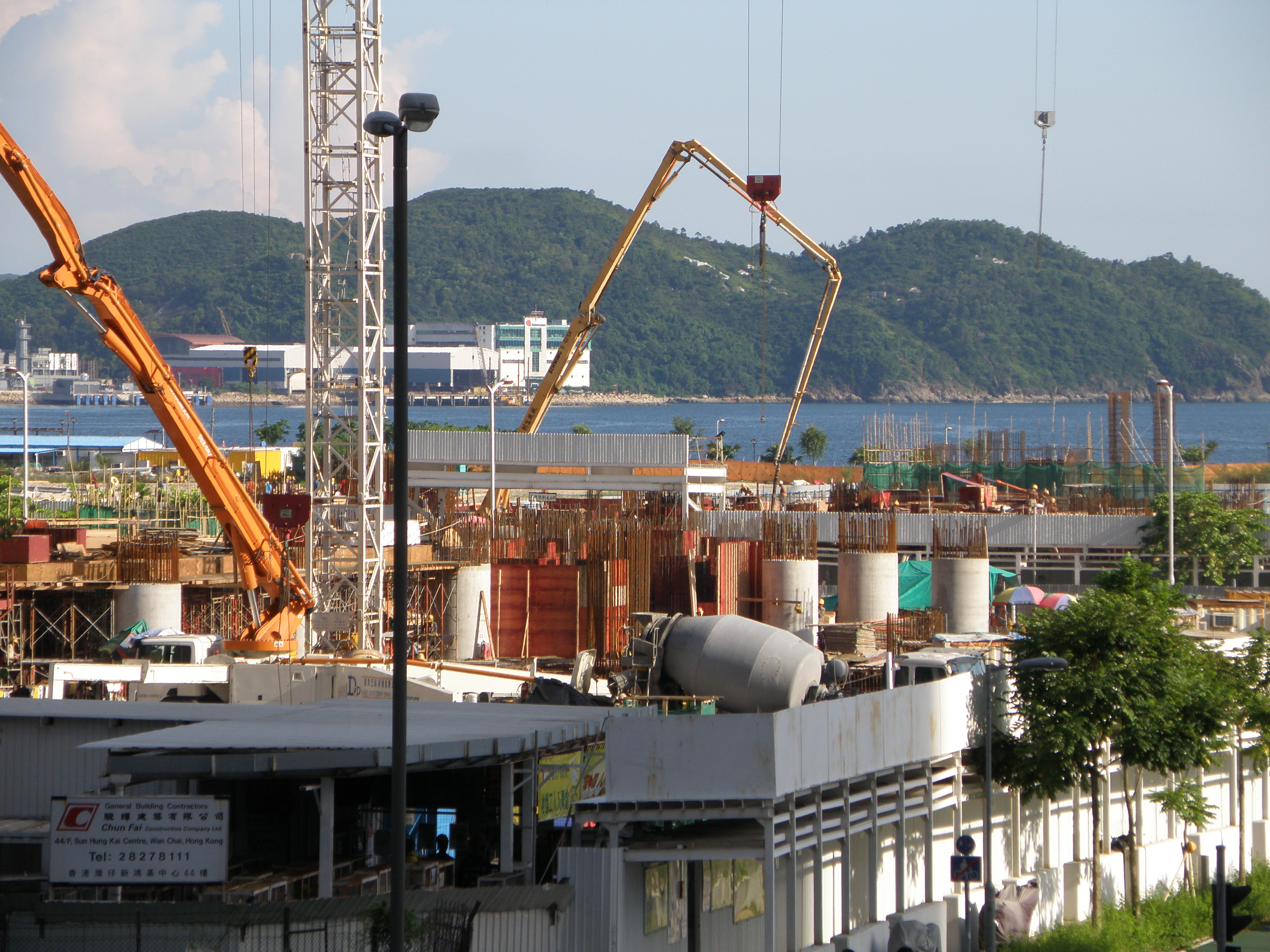
天晉IIIA（2014年8月）
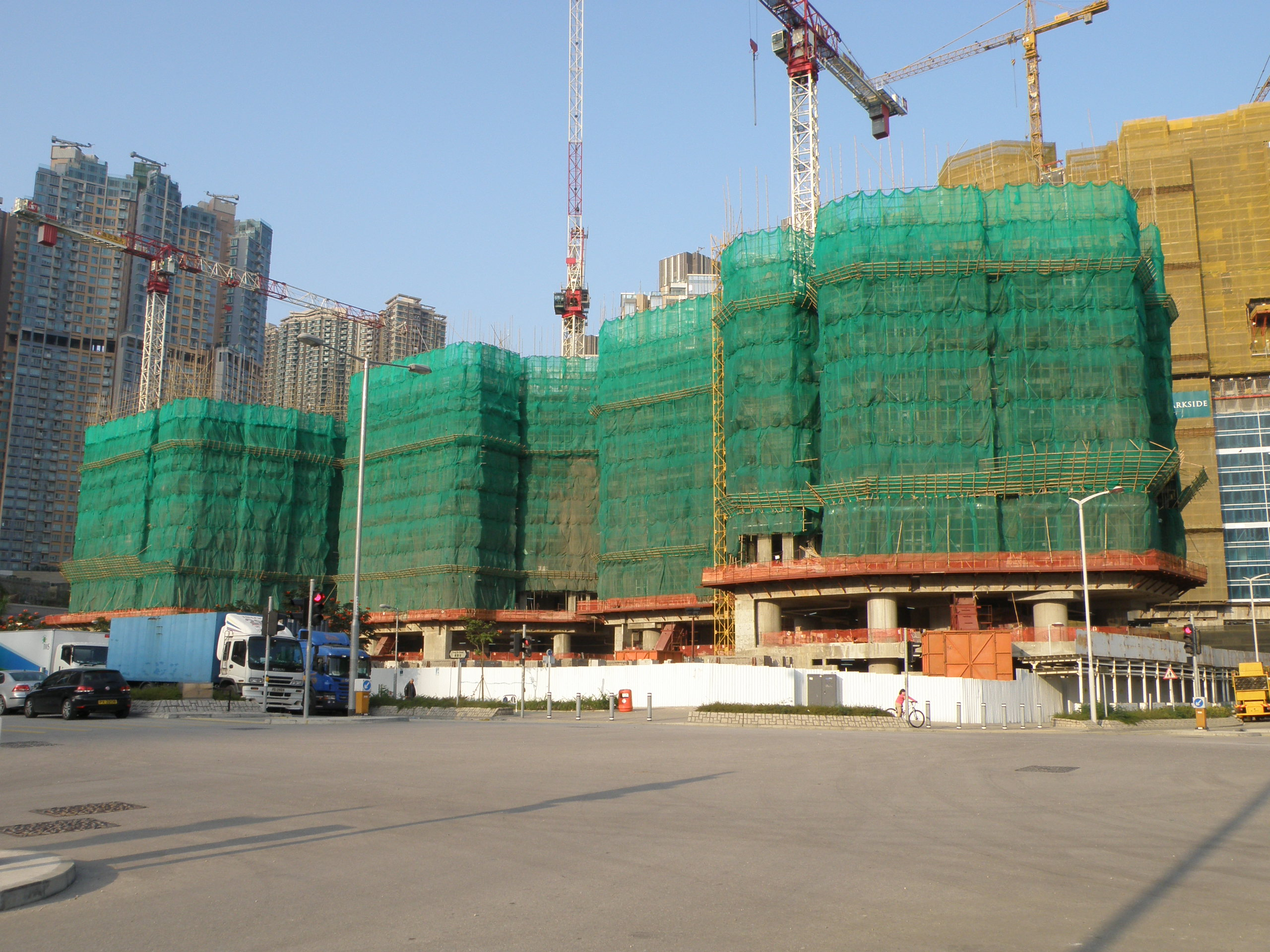
天晉IIIA（2015年3月）
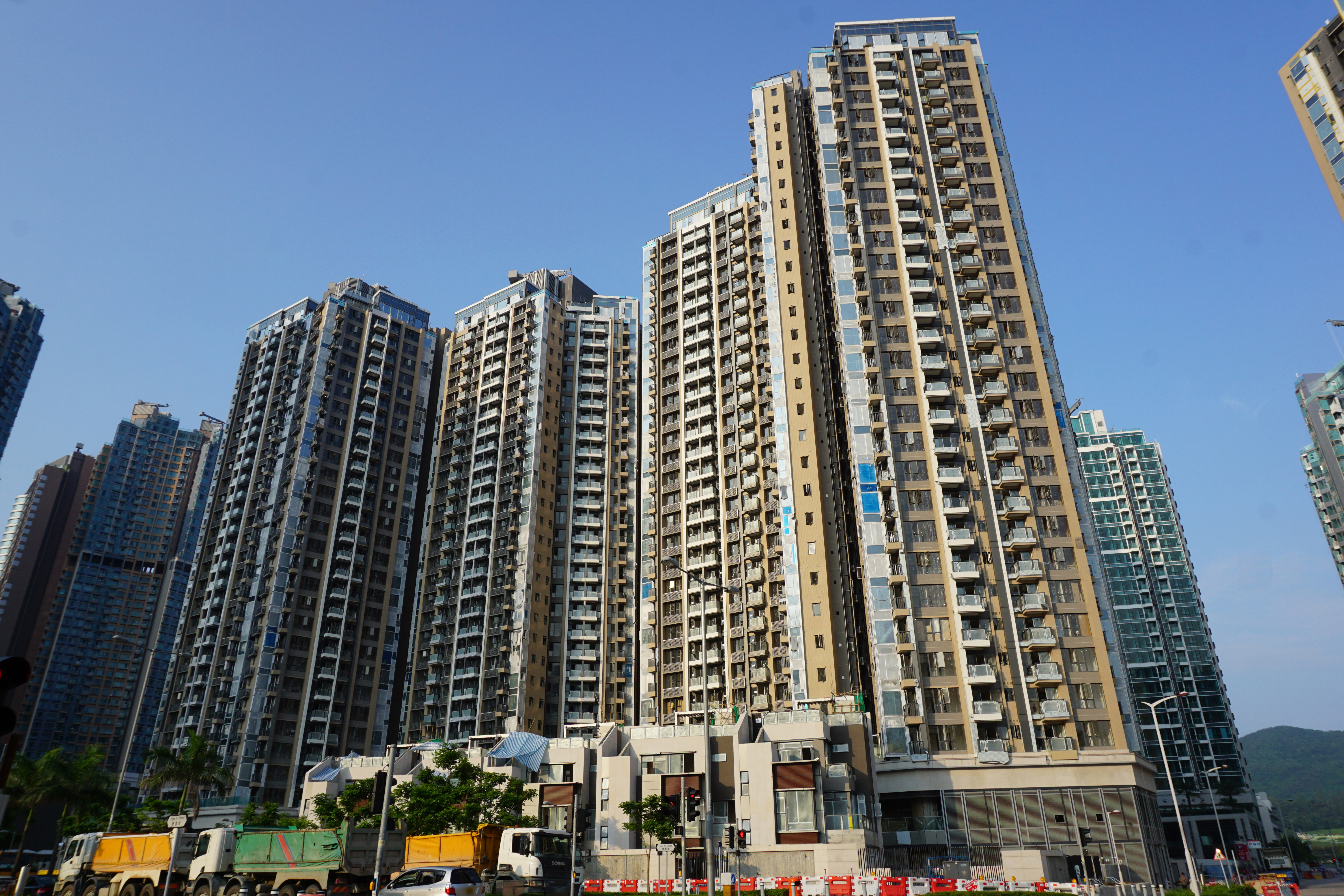
天晉IIIA（2016年5月）
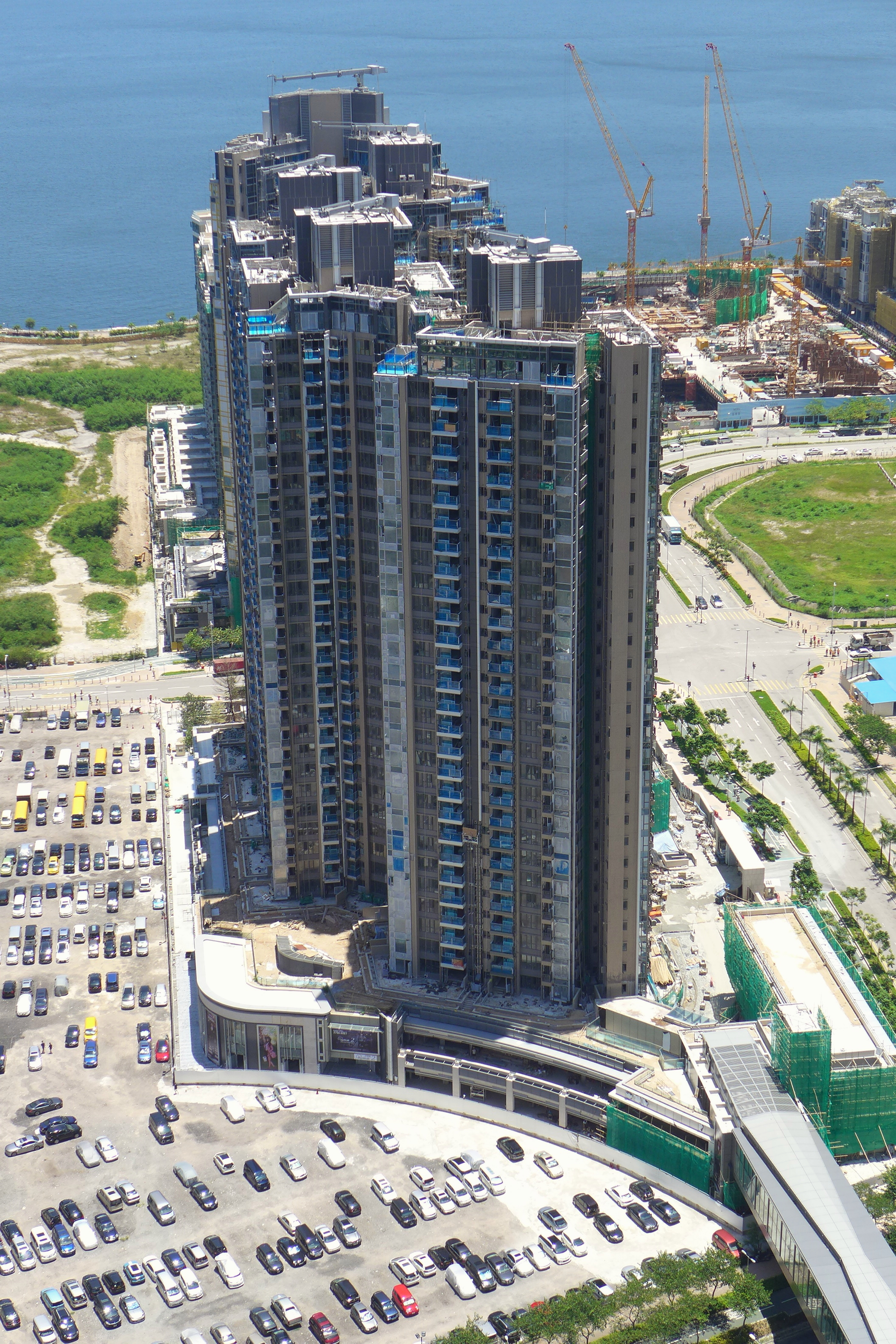
天晉IIIA（2016年7月）
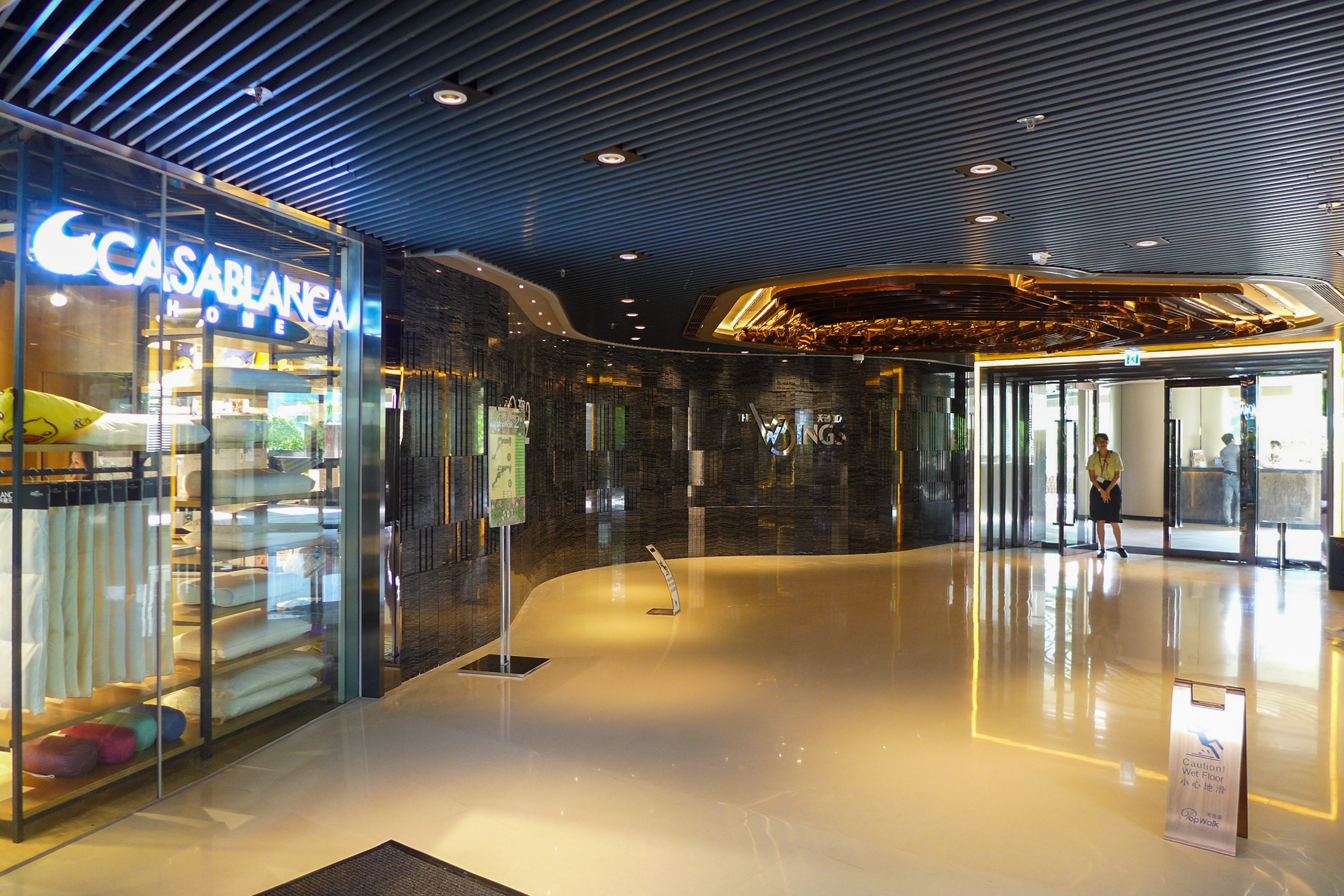
天晉IIIA入口

## 天晉IIIB
天晉IIIB（英語：The Wings IIIB）位於至善街19號，由1座樓高29層住宅樓宇組成，提供329伙單位。項目採用V型雙翼設計，頂層設7個複式特色單位，其中一伙更設泳池。建築師為香港巴馬丹拿集團。項目於2014年10月開售，售價490.2萬至1,834.8萬元。完工日期為2017年1月。
| 樓宇名稱（座號） | 樓宇層數 | 落成年份  |
| ---------------- | -------- | --------- |
| 第1座            | 29       | 2017年1月 |

### 會所
會所名為Club Aves，分別位於地下及2樓，總面積合共超過約36,000平方呎。會所設施包括總長約達32米的室外泳池、按摩池、健身室、閱讀室、兒童遊戲室「童灝樂園」、宴會廳「耀目之宴」、餐廳「淘樂閒座」及室外燒烤場。

### 商場
商場命名為PopWalk 3，設有超級市場、食肆及教育機構。

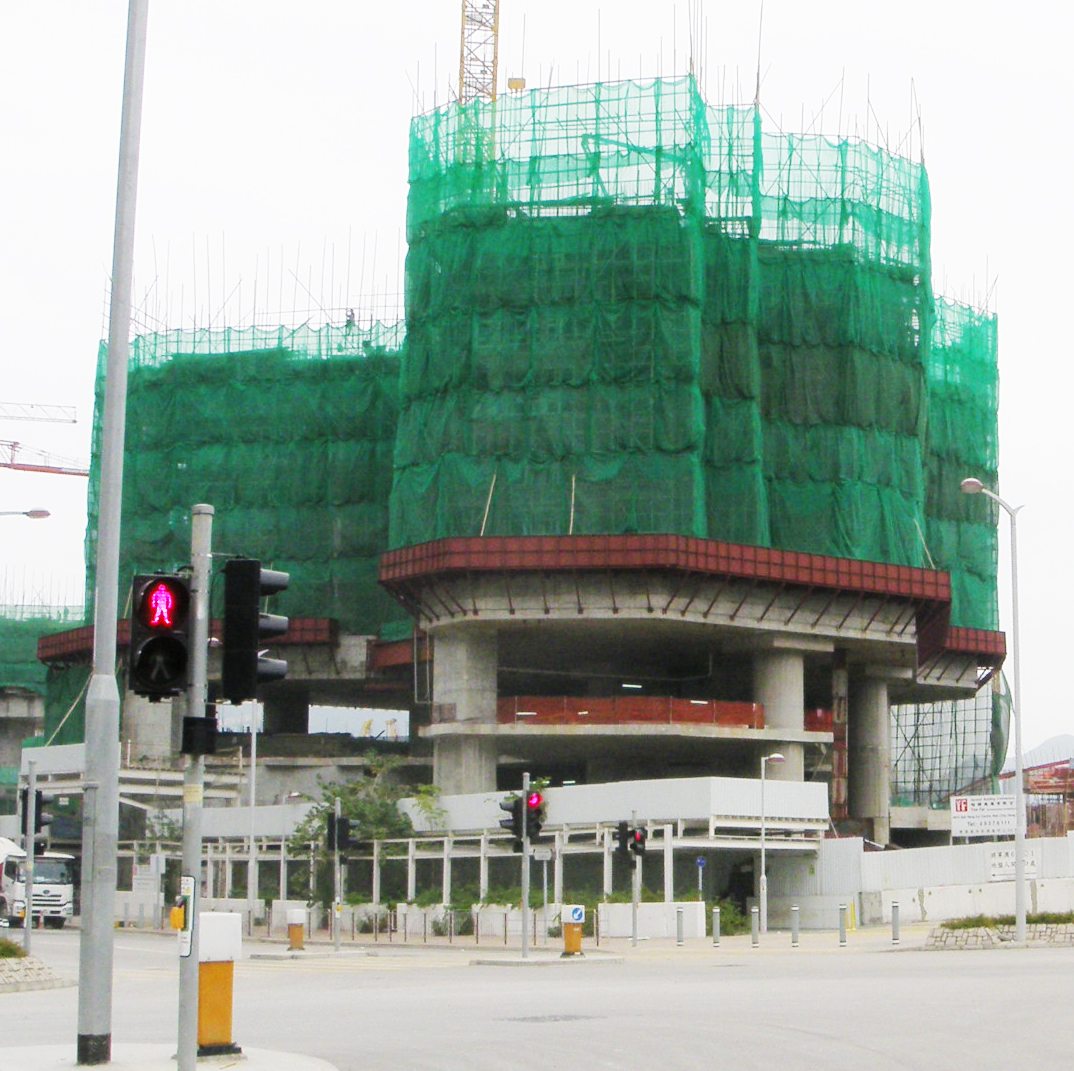
天晉IIIB（2015年3月）
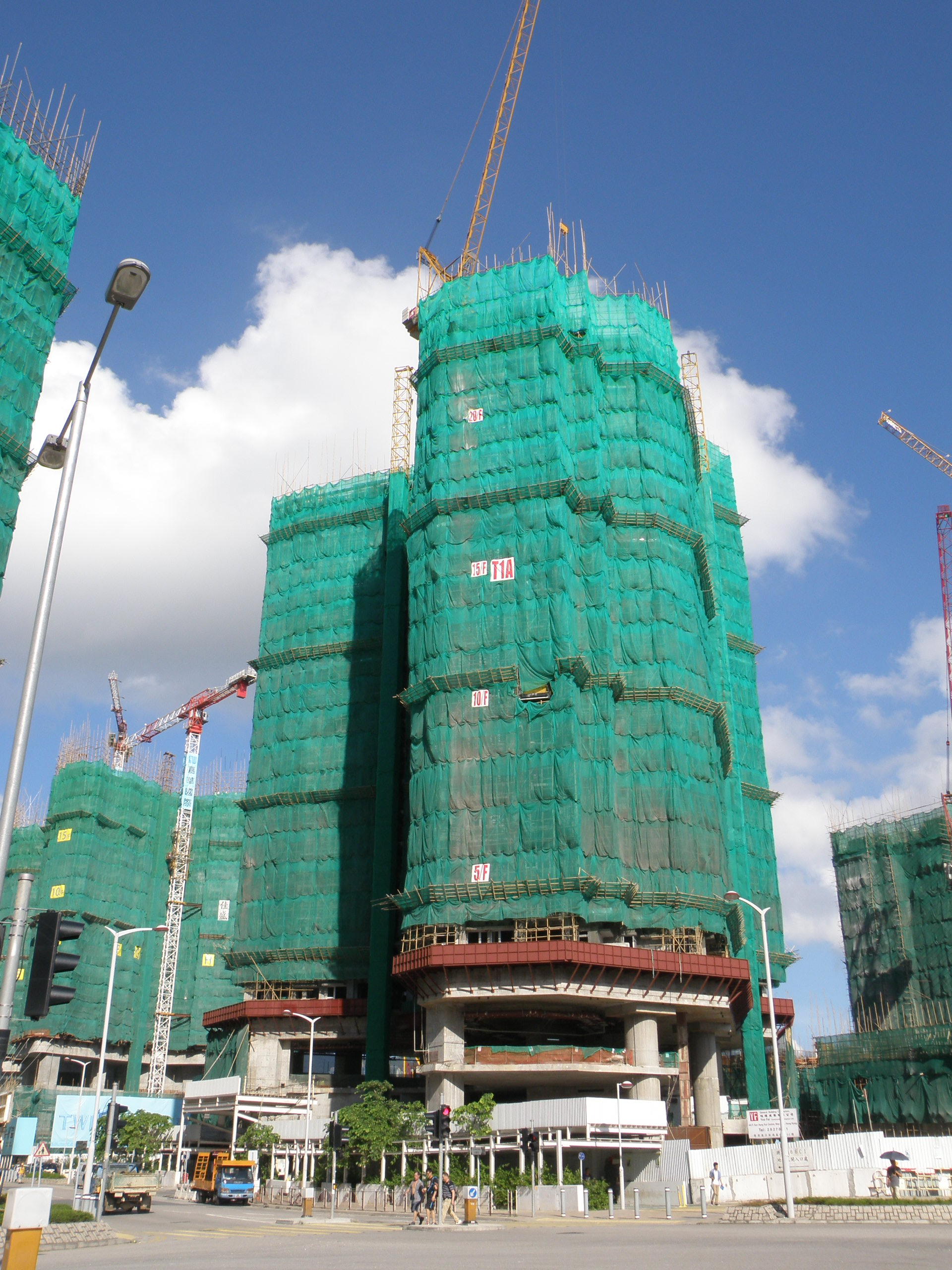
天晉IIIB（2015年6月）
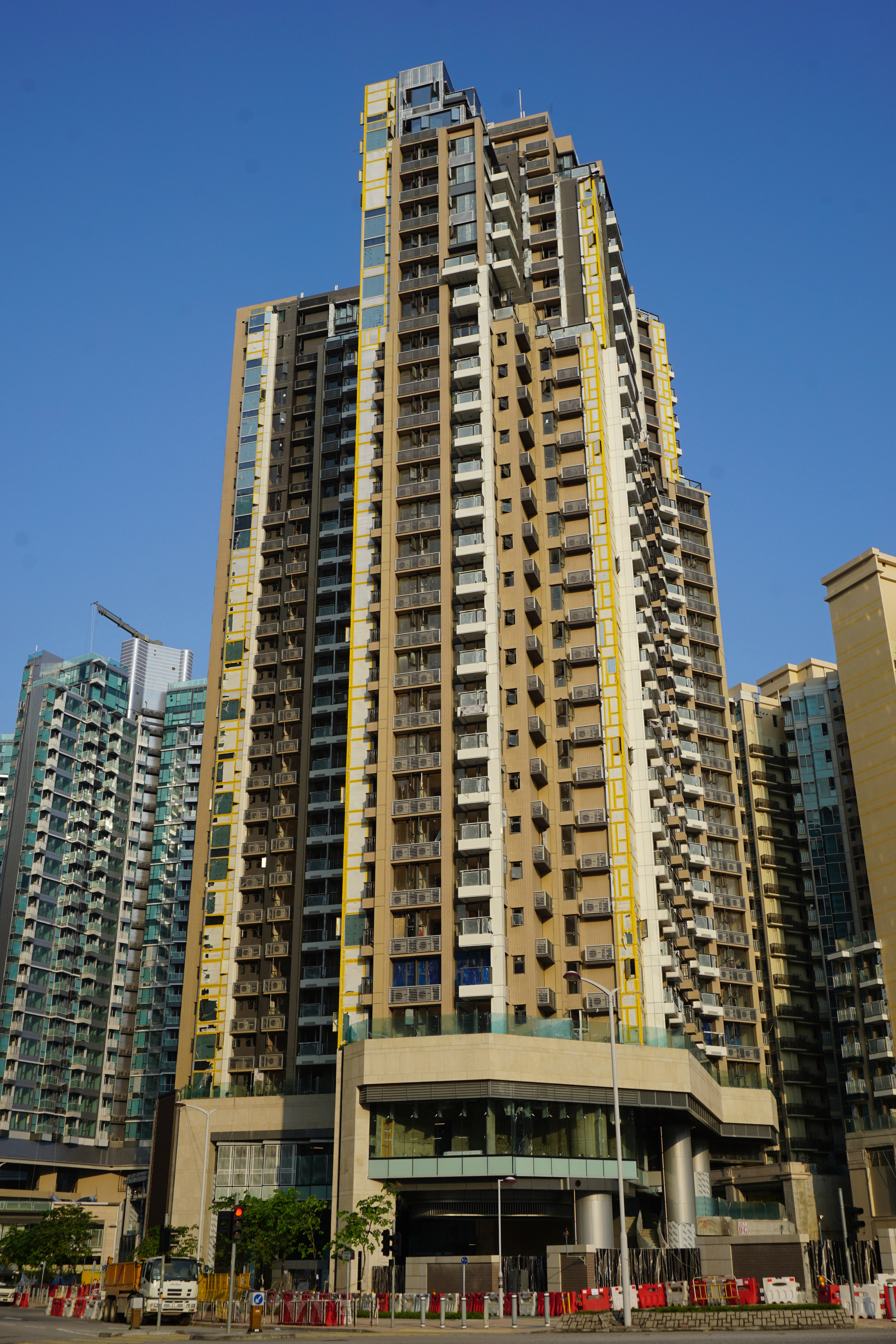
天晉IIIB（2016年5月）
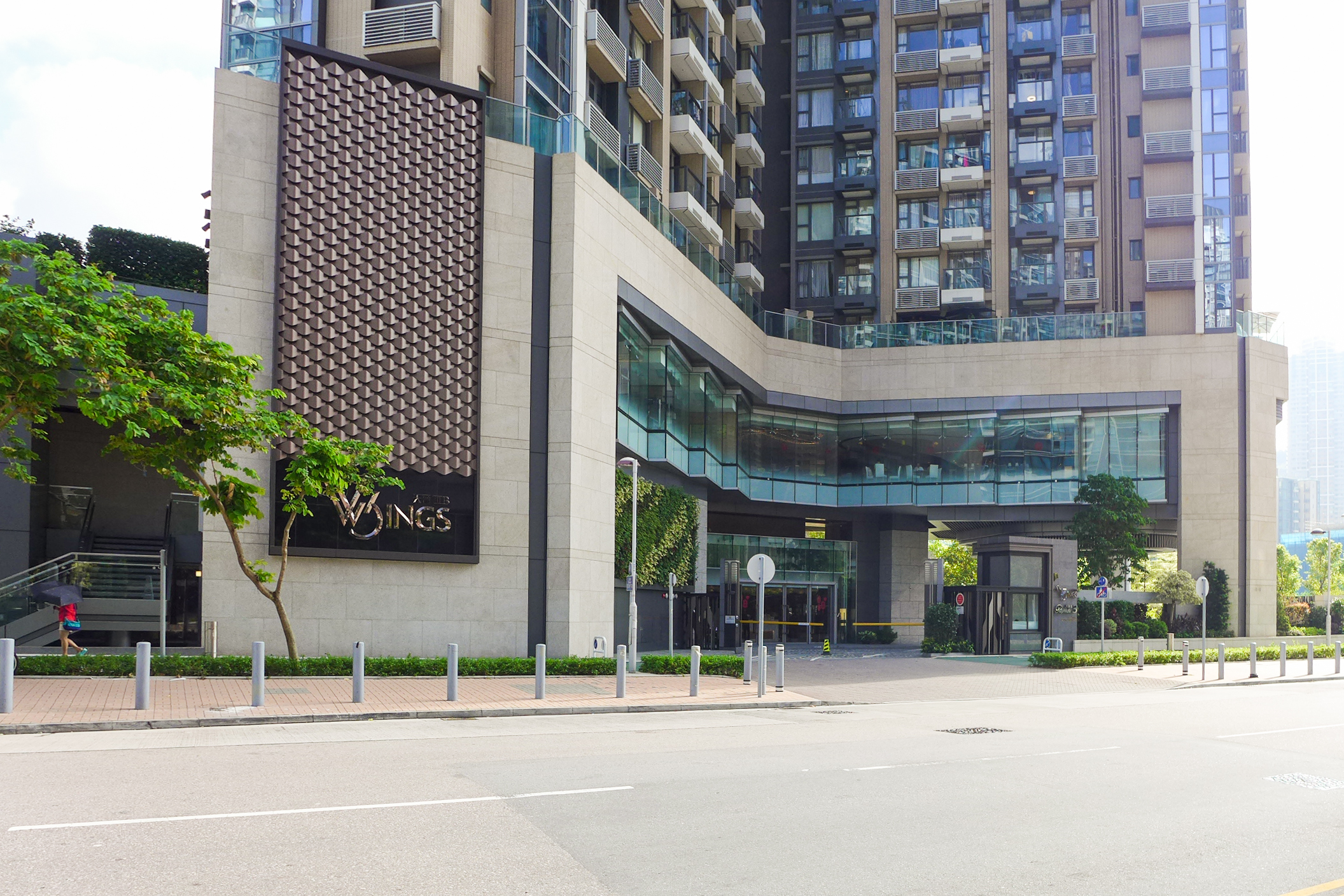
天晉IIIB入口
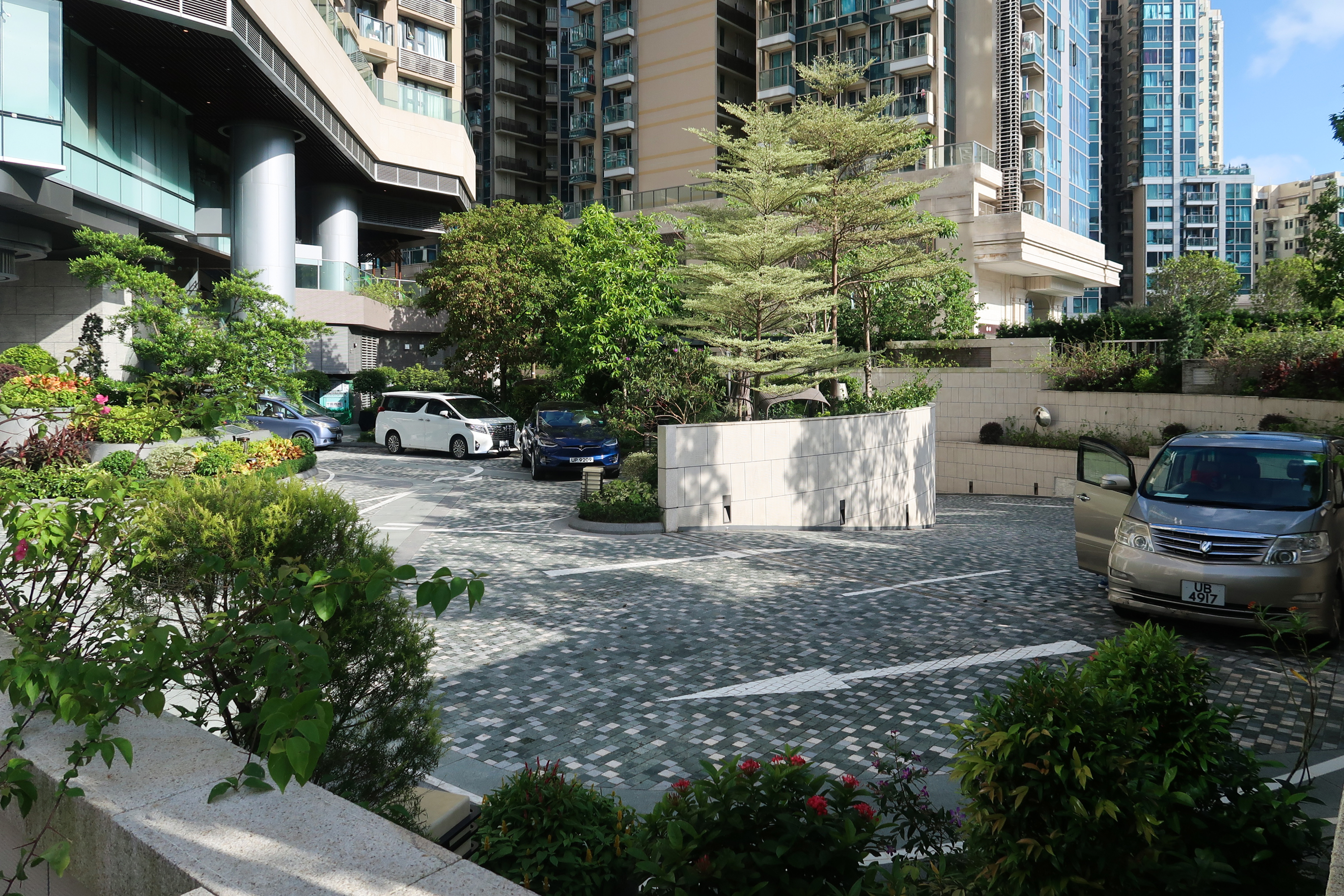
天晉IIIB車道

## 海天晉

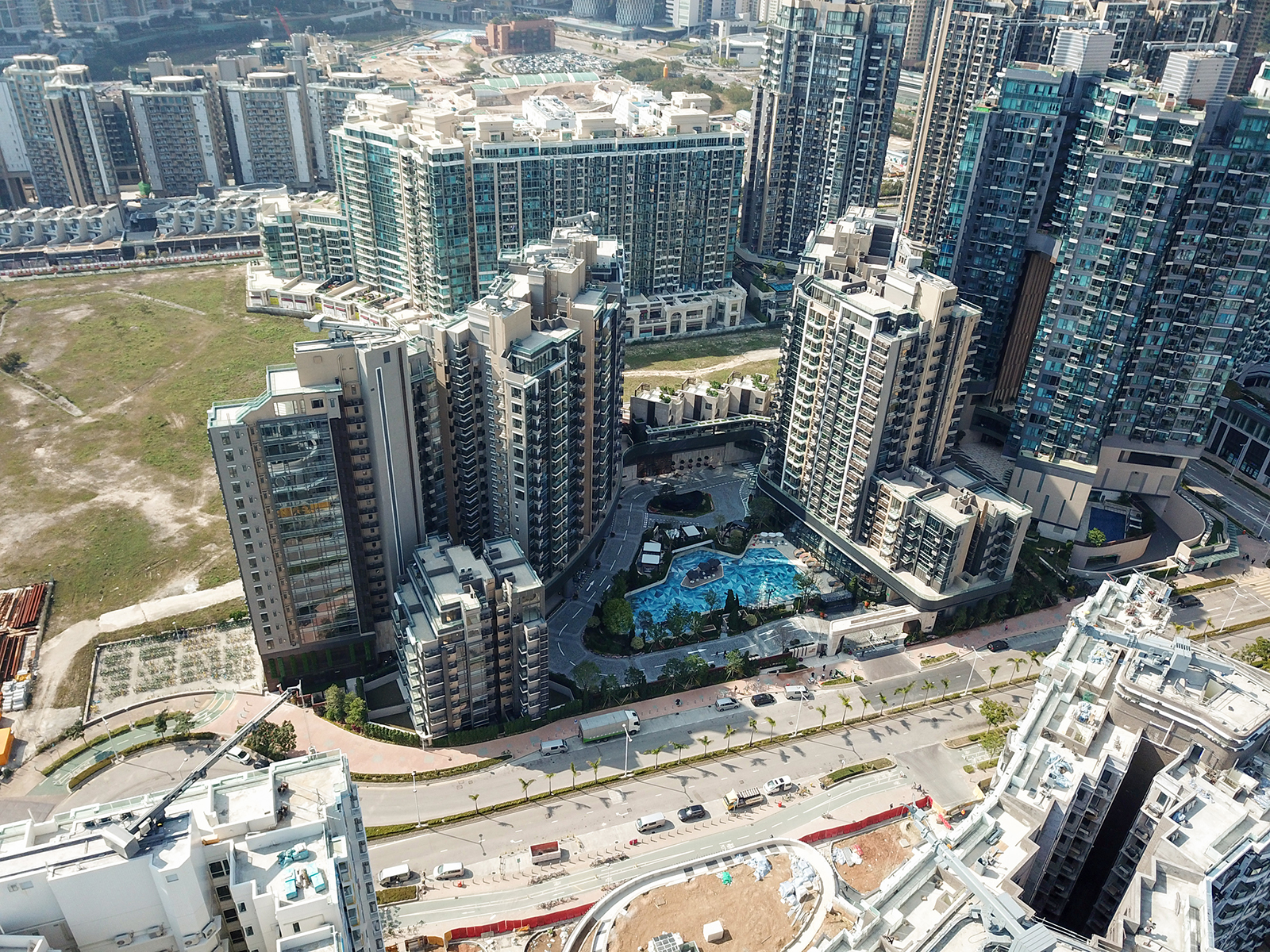
從西望海天晉和內園泳池

海天晉（英語：Ocean Wings）位於唐俊街28號，由香港巴馬丹拿集團設計。項目由7座樓高7至18層大樓及3幢樓高2層獨立屋組成，合共提供628伙單位，基座設2層商場。項目於2016年3月開售，預計完工日期為2017年12月，2018年1月入伙。車位數量共152個。海天晉管理費達每呎4.5元，成為將軍澳最貴管理費屋苑。
| 樓宇名稱（座號） | 樓宇層數 | 落成年份   |
| ---------------- | -------- | ---------- |
| 第1座            | 7-18     | 2017年12月 |
| 第2座            | 7-18     | 2017年12月 |
| 第3座            | 7-18     | 2017年12月 |
| 第5座            | 7-18     | 2017年12月 |
| 第6座            | 7-18     | 2017年12月 |
| 第7座            | 7-18     | 2017年12月 |
| 第8座            | 7-18     | 2017年12月 |

| 樓宇名稱（座號） | 樓宇層數 | 落成年份   |
| ---------------- | -------- | ---------- |
| 屋號H1           | 2        | 2017年12月 |
| 屋號H2           | 2        | 2017年12月 |
| 屋號H3           | 2        | 2017年12月 |

會所club AGATE總面積達6萬平方呎，分別位於地下及2樓，設施包括40米室外泳池、25米室內泳池、5個燒烤場、保齡球道、健身室、美式桌球室、宴會廳、多用途活動室、音樂室、飛鏢室、餐廳、以「船」為主題的兒童遊樂設施及拳技擂台。其中兒童遊樂室內置多個木製玩具外，亦有彩色繩網陣，更設有3部互動電子遊戲機。

### 新鴻基商場
商場命名為Ocean PopWalk，賣樓期間以特式商店，高級食肆為主要客源。原定2018年首季交舖，但延至2021年7月1日開放。

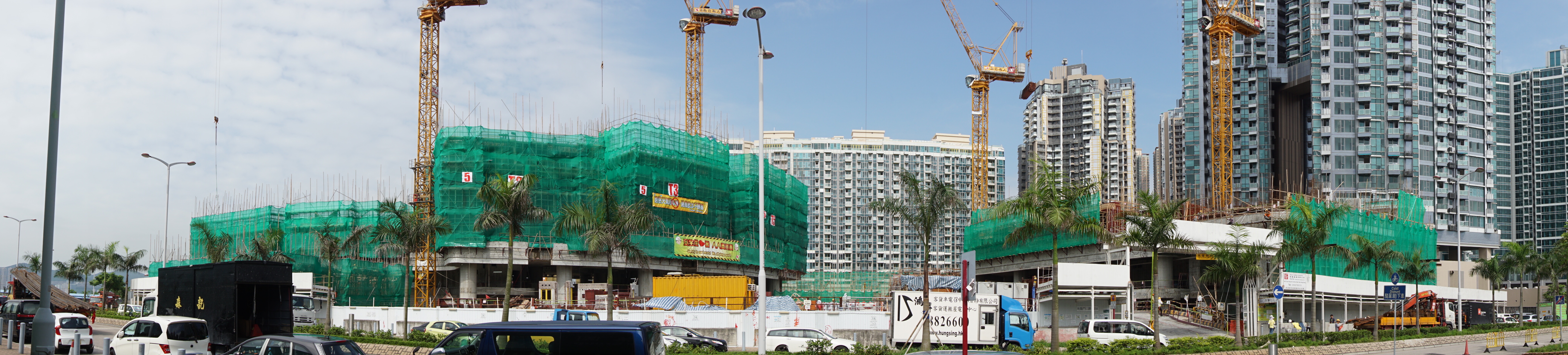
興建中的海天晉（2016年5月）
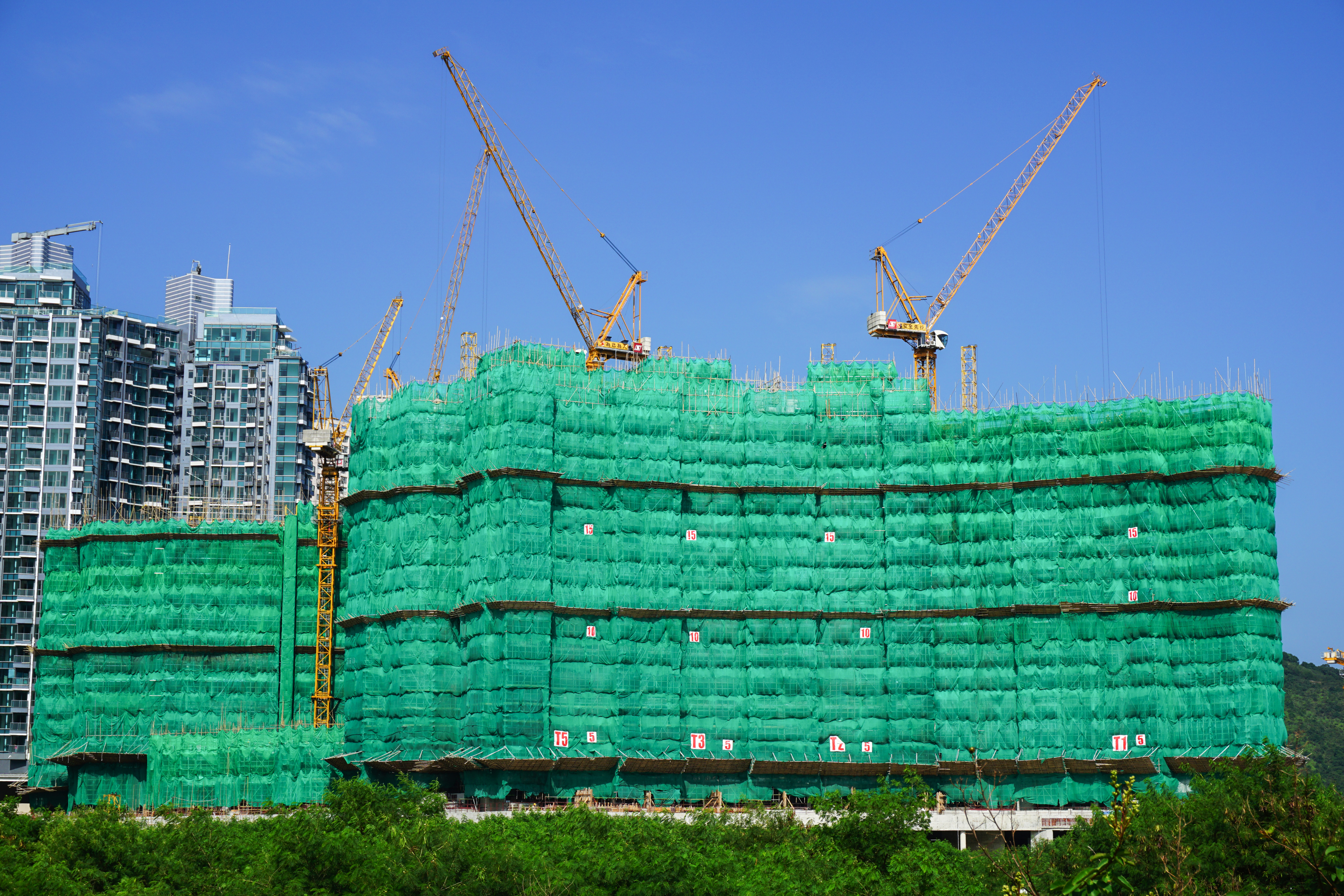
興建中的海天晉（2016年10月）
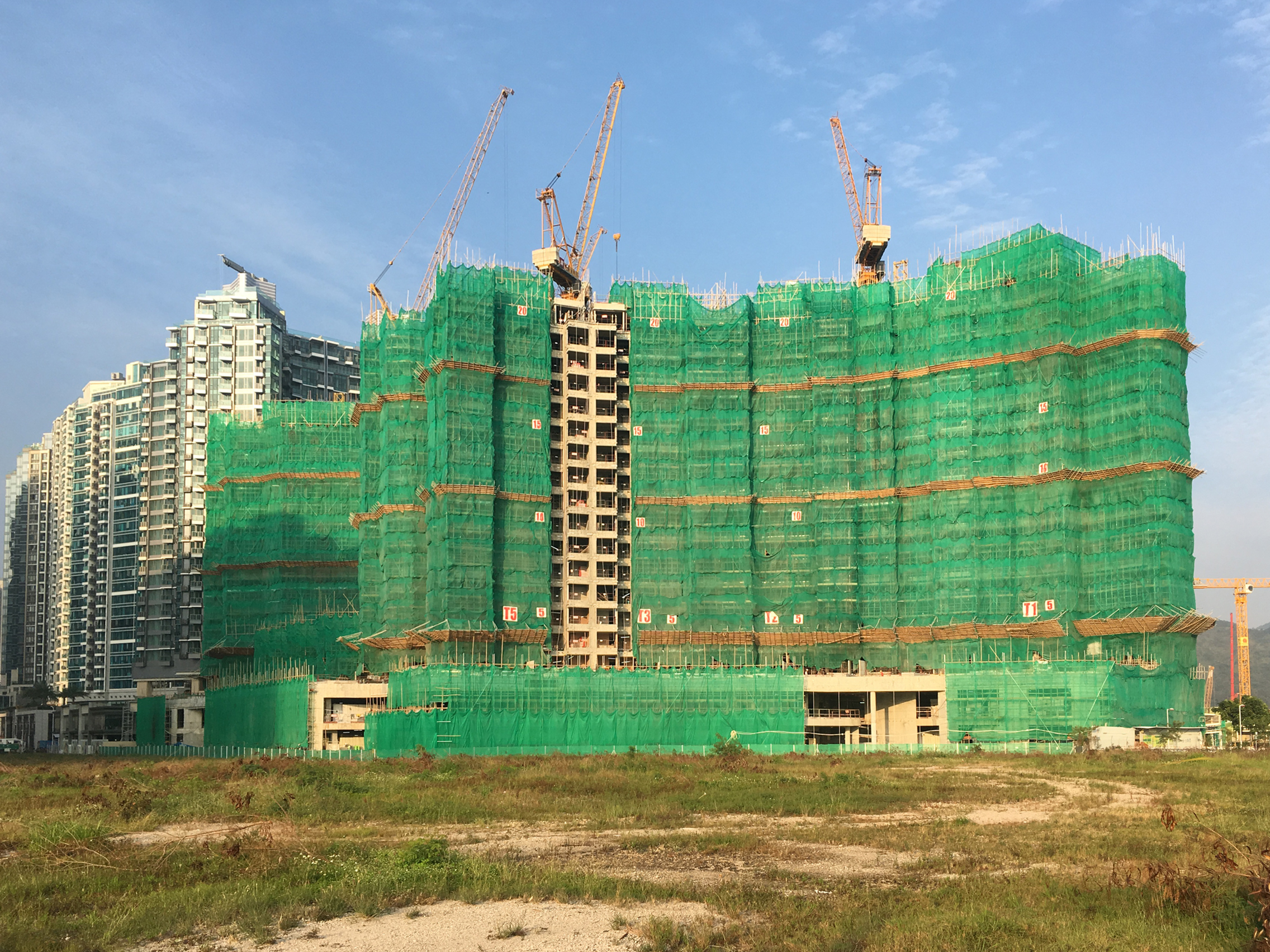
興建中的海天晉（2016年12月）
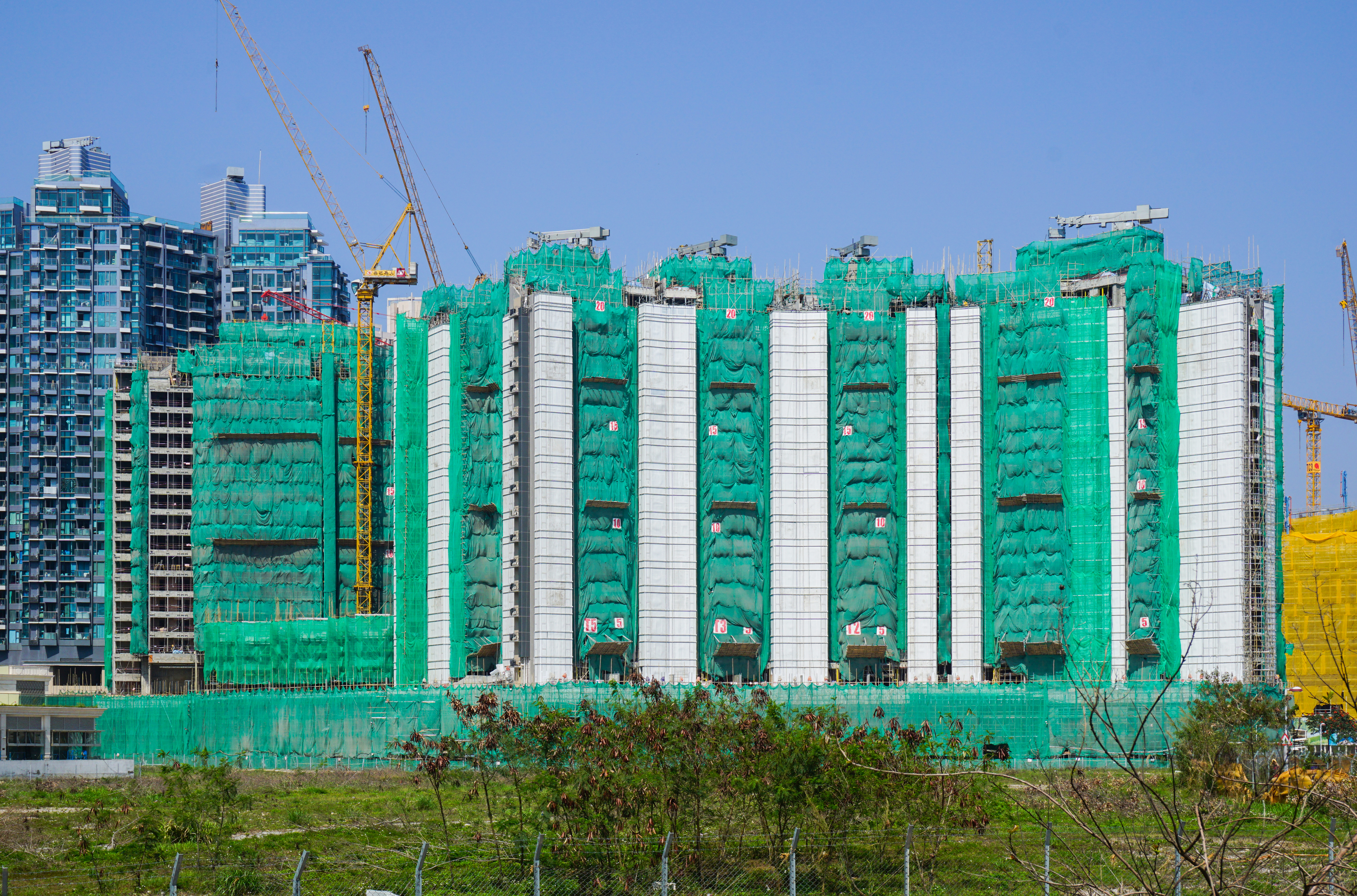
興建中的海天晉（2017年4月）

## 樓層分佈

### 天晉
- B2－B1/F︰停車場
- G/F︰商場、巴士總站、將軍澳站出入口
- UG/F︰機電層
- 1/F︰商場
- 2/F︰住客康樂設施
- 3/F︰住客康樂設施、穿梭電梯大堂、平台花園
- 4/F︰住客康樂設施
- 轉換層（Transer Plate）：4/F與5/F之間
- 5－45/F︰第1座及第8座住宅
- 5－47/F︰第2座及第7座住宅
- 5－48/F︰第3座及第6座住宅
- 30/F︰隔火層

註︰大廈不設13－14/F、24/F、34/F及44/F。

### 天晉II
- B3－B2/F︰車位
- B1/F︰車位/上貨/落貨
- G/F︰上貨/落貨/會所/商舖/穿梭電梯大堂
- 1/F︰商舖
- 2/F︰大廈入口大堂
- 3/F︰會所
- 轉換層（Transer Plate）：3/F與5/F之間
- 5－32/F︰住宅

註︰大廈不設4/F、13－14/F及24/F。

### 天晉IIIA
- B2/F︰停車場
- B1/F︰停車場/會所
- G/F︰商舖/會所/升降機大堂
- 1/F︰商舖/有蓋園林/升降機大堂
- 轉換層（Transer Plate）：1/F與2/F之間
- 2－33/F︰第1座至第5座住宅
- G-2/F︰H1-H6獨立屋住宅

註︰大廈不設4/F、13－14/F及24/F。

### 天晉IIIB
- B2－B1/F︰停車場
- G/F︰商舖/升降機大堂/機電房
- 1/F︰商舖/有蓋花園
- 2/F︰會所
- 轉換層（Transer Plate）：2/F與3/F及23/F與25/F之間
- 2－32/F︰住宅

註︰大廈不設4/F、13－14/F及24/F。

### 海天晉
- B/F︰停車場
- G/F︰商舖/電力變壓房/電制房/變壓器房/會所/緊急車輪通道/車路/有蓋園林及遊玩區/升降機大堂
- 1/F︰商舖/緊急發電機房/會所
- 轉換層（Transer Plate）：第1座至第7座1/F與2/F之間、第8座B/F與G/F之間及H1-H3獨立屋1/F與G/F之間
- 2/F︰第6座會所
- 2－20/F︰第1座至第7座住宅
- G/F︰第8座住宅/有蓋園林及遊玩區/升降機大堂
- 1－9/F︰第8座住宅
- G-1/F︰H1-H3獨立屋住宅

註︰大廈不設4/F、13－14/F及24/F。

## 升降機及扶手電梯服務
- 天晉、天晉II、天晉IIIB、海天晉、PopCorn、PopOffice、PopWalk、PopWalk 3、Ocean PopWalk、香港九龍東皇冠假日酒店、香港九龍東智選假日酒店及星峰薈：日本富士達
- 天晉IIIA及PopWalk 2：瑞士迅達集團

## 醜聞
天晉各期入伙至今，曾發生多起事件，包括不少住客墮樓身亡、包括內地中炬集團時任總裁朱景圖，亦曾在2018年因為屋苑會所噴水池衛生惡劣而導致多名住客感染退伍軍人病毒。

## 批評

### 管理費貴絕將軍澳
天晉住宅部份由港鐵負責管理，屋苑管理費每平方呎建築面積為2.75元，貴絕將軍澳區。根據天晉管理處2013年8月初公佈物業管理收益表，列出1月至6月的管理費及其他收益逾1,700萬元，扣除所有開支及管理公司酬金後，約有100萬元盈餘；不過，單計算第二季（3月至6月）卻錄得135萬元虧損，其中保安服務半年開支共514萬元。
根據《建築物管理條例》，如每份外判服務合約的金額總值，超過管理公司每年預算總額的20%，即須經業主大會通過。林悅批評管理公司黑箱作業，故意以半年制合約外判保安服務，「半年合約嘅金額唔夠兩成，所以唔使業主同意、唔使公開招標。」管理公司錄得虧損，他擔心將來會加管理費。
港鐵稱天晉客務處按大廈公契及《建築物管理條例》規定，並根據既定採購程序以招標形式甄選承辦商，有關合約期都是較短期，當召開業主大會後，將會有兩至三年的較長期合約的保安服務投標書供業主投票選擇。

### 天晉四成單位出事 入伙兩年冷氣即壞
入伙只有兩年的將軍澳樓王天晉爆出冷氣機故障潮, 管理處記錄顥示, 全部一千個單位, 超過四成住戶需要維修冷氣機。業委會主席質疑, 發展商新地附送的珍寶分體式冷氣機, 剛過保養期即故障屬不尋常, 住戶還要承擔搭棚維修費用。專家指如此大規模壞機實屬罕見, 估計與製冷零件質量有關。新地及珍寶立即承諾延長全屋苑冷氣機保養期十八個月, 並向自費維修冷氣的住戶退款。

### 吊船並不會抹玻璃 一年20多萬保養費 租一次可花上萬元
近年新樓盤多設有吊船，不少業主以為單位有需要時可借用吊船作維修或清潔，但原來借用一次價錢近萬元。
天晉住宅業主小組委員會前主席黎先生指出，天晉1期共六座，六部吊船一年需要10萬基本保養費，加上一年需要10多萬實報實銷的維修費，一年需要20多萬「養吊船」。不過，如小業主欲租用吊船維修或更換冷氣，光是保險已要花7000至8000元，加上各項檢查費及雜費，出一次船已要上萬元，比買一部冷氣機更貴，故業主大多選擇搭棚。

### 天晉系列為5獨立屋苑 不可共用會所
市場人士普遍湊合圖片來放盤, 事實5個屋苑非同一發展項目的不同期數，屬5個獨立發展項目，只可稱為同一系列，各自受其批地文件管轄，各項目住宅單位業主無權使用其他項目部分的公用地方及設施。 

### 將軍澳南新盤災後現形 揭重創之謎
山竹帶來小海嘯，以為沿岸最近的新盤如Monterey、Savannah及Capri等會最傷，惟三盤只有輕微水浸及爆玻璃。反而最嚴重的，竟是距離岸邊偏遠、嘉華旗下新盤「嘉悅」，屋苑停水停電，停車場更水浸蓋頂。至於新地海天晉亦一度出現停水、停電困境。新地當區居民為抱不平直斥地產界為保最多可供租售單位系列屋苑向傳媒報料比鄰屋苑嘉悅重創, 亂套帽子行為可恥, 綜合網上所有圖影片資源, 同等區位天晉3B未避過厄運, 業主更揭示海天晉停電座樓及設施淹水受損總面積遠超後座嘉悅, 業主同時吐槽海天晉入伙半年泳池才符合食環處發牌條件, 發展商對山竹波及商場開通無期 。全將軍澳南唯一要因為山竹要夾錢的屋院只有海天晉，被評為管理不善。亦反映在受山竹影響的屋苑。令大部份海天晉業主不滿。

## 鄰近
- 港鐵將軍澳站
- 唐明苑
- 君傲灣
- 將軍澳中心
- 將軍澳廣場
- 寶盈花園
- The Parkside
- 嘉悅
- 帝景灣
- 彩明苑
- 調景嶺公共圖書館
- 調景嶺體育館
- 富康花園
- 仁濟醫院王華湘中學
- 基督教宣道會宣基中學
- 博愛醫院八十週年鄧英喜中學

## 相關
- PopWalk
- 藍塘傲
- 將軍澳南
- 晉海(同系屋苑，日出康城第IV期)

## 外部連結
- 新鴻基地產官方網站 （页面存档备份，存于）
- 天晉官方網頁
- 天晉IIIA官方網頁 （页面存档备份，存于）
- 天晉IIIB官方網頁 （页面存档备份，存于）
- 海天晉官方網頁 （页面存档备份，存于）
- 星峰薈官方網頁 （页面存档备份，存于）
- 香港九龍東皇冠假日酒店 （页面存档备份，存于）
- 香港九龍東智選假日酒店 （页面存档备份，存于）
- PopCorn （页面存档备份，存于）
- 天晉 The Wings 業主討論區 （页面存档备份，存于）